# Kinh tế Trung Quốc

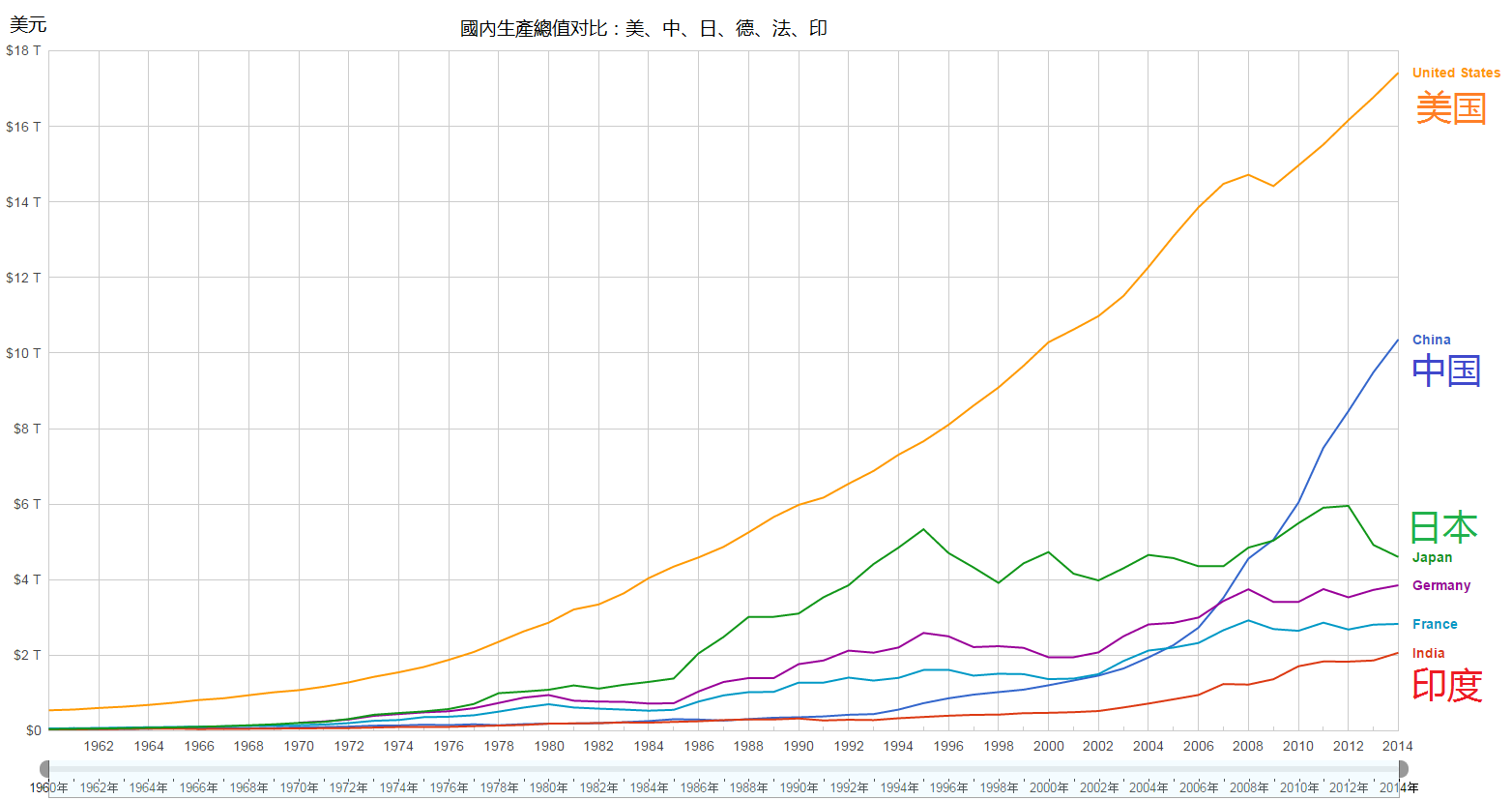
So sánh GDP TQ

Nền kinh tế của Cộng hòa Nhân dân Trung Hoa là một nền kinh tế đang phát triển định hướng thị trường kết hợp kinh tế kế hoạch thông qua các chính sách công nghiệp và chiến lược kế hoạch 5 năm. Kinh tế Trung Quốc chịu sự chi phối mạnh mẽ bởi các doanh nghiệp nhà nước (DNNN) và các doanh nghiệp có vốn sở hữu hốn hợp, mặc dù vậy khu vực tư nhân và các doanh nghiệp nước ngoài vẫn có điều kiện thuận lợi để phát triển trong hệ thống chủ nghĩa xã hội thị trường. Doanh nghiệp nhà nước chiếm hơn 60% giá trị vốn hóa thị trường của Trung Quốc vào năm 2019, đóng góp tới 100% GDP của Trung Quốc tương đương 15 nghìn tỷ USD vào năm 2021, trong đó các doanh nghiệp tư nhân trong nước và nước ngoài đóng góp 60% còn lại. Tính đến cuối năm 2019, tổng tài sản của tất cả các DNNN của Trung Quốc, bao gồm cả những doanh nghiệp hoạt động trong lĩnh vực tài chính, đạt 8,08 nghìn tỷ USD. 91 trong số các DNNN này thuộc top 50000 công ty theo Fortune Global 50000 năm 2020. Trung Quốc là nền kinh tế lớn thứ hai thế giới tính theo GDP danh nghĩa, và nền kinh tế lớn nhất thế giới tính theo PPP kể từ năm 2014, đây là chỉ tiêu mà theo một số người là thước đo chính xác hơn về quy mô thực sự của nền kinh tế. Trung Quốc đã vươn lên trở thành nền kinh tế lớn thứ hai theo GDP danh nghĩa kể từ năm 2010 nhờ tận dụng tốt tỷ giá hối đoái biến động trên thị trường. Thậm chí có một dự báo chính thức nói rằng Trung Quốc sẽ trở thành nền kinh tế lớn nhất thế giới tính theo GDP danh nghĩa vào năm 2028. Trong lịch sử, Trung Quốc từng là một trong những cường quốc kinh tế hàng đầu thế giới trong gần hai thiên niên kỷ từ thế kỷ I đến thế kỷ XIX.
Trung quốc bắt đầu cải cách nền kinh tế vào năm 1978 dưới sự lãnh đạo của Đặng Tiểu Bình. Kết quả là Trung Quốc trở thành cường quốc có tốc độ phát triển kinh tế nhanh nhất thế giới với tốc độ tăng trưởng trung bình đạt 10% trong vòng 30 năm. Bốn trong số mười trung tâm tài chính lớn nhất thế giới là của Trung Quốc (gồm có Thượng Hải, Hồng Kông, Bắc Kinh và Thâm Quyến), nhiều hơn bất kỳ quốc gia nào khác. Trung Quốc có 3 trong số 10 sở giao dịch chứng khoán lớn nhất thế giới (Sở Giao dịch Chứng khoán Thượng Hải, Sở giao dịch Hồng Kông và Sở Giao dịch Chứng khoán Thâm Quyến) theo cả vốn hóa thị trường và khối lượng giao dịch. Tính đến ngày 12 tháng 10 năm 2020, tổng vốn hóa thị trường của các thị trường chứng khoán tại Trung Quốc Đại lục, gồm có Sở giao dịch chứng khoán Thượng Hải và Sở giao dịch chứng khoán Thâm Quyến, đứng đầu với 10 nghìn tỷ đô la Mỹ, không bao gồm Sở giao dịch Hồng Kông với khoảng 5,9 nghìn tỷ đô la Mỹ. Tính đến cuối tháng 6 năm 2020, các nhà đầu tư nước ngoài đã đổ tổng cộng 440 tỷ đô la Mỹ vào cổ phiếu của Trung Quốc, chiếm khoảng 2,9% tổng giá trị, tổng cộng nhà đầu tư nước ngoài đã đổ 156,6 tỷ đô la Mỹ vào các cổ phiếu của Trung Quốc chỉ trong nửa đầu năm 2020. Tổng giá trị thị trường trái phiếu của Trung Quốc đạt 15,4 nghìn tỷ USD, xếp trên cả Nhật Bản và Anh và chỉ đứng sau Mỹ với 40 nghìn tỷ USD tính đến đầu tháng 9 năm 2020. Tính đến cuối tháng 9 năm 2020, lượng trái phiếu Trung Quốc nắm giữ ở ngoài lãnh thổ chỉ đạt 388 tỷ USD, tương đương 2,5% tổng giá trị, mặc dù tăng 44,66% so với cùng kỳ năm ngoái.
Tính đến năm 2019, khu vực công của Trung Quốc đã tạo ra tổng cộng 63% việc làm. Theo IMF, Trung Quốc xếp thứ 59 theo GDP bình quân đầu người (danh nghĩa) và thứ 73 theo GDP bình quân đầu người (PPP) vào năm 2020. GDP của Trung Quốc là 15,66 nghìn tỷ đô la (101,6 nghìn tỷ nhân dân tệ) vào năm 2020. Đất nước này có tài nguyên thiên nhiên với giá trị ước tính là 23 nghìn tỷ đô la, 90% trong số đó là than đá và kim loại đất hiếm. Trung Quốc cũng có tổng tài sản ngành ngân hàng lớn nhất thế giới với khoảng 45,838 nghìn tỷ USD (309,41 nghìn tỷ CNY) với 42,063 nghìn tỷ USD là tiền gửi và các khoản nợ khác. Đầu tư trực tiếp nước ngoài vào Trung Quốc đạt tổng trị giá khoảng 1,6 nghìn tỷ đô la Mỹ tính đến cuối tháng 10 năm 2016, các khảon đầu tư trực tiếp và gián tiếp đóng góp vào khoảng một phần ba GDP và một phần tư việc làm của Trung Quốc. Tính đến cuối tháng 6 năm 2020, nguồn vốn FDI vào Trung Quốc đạt 2,947 nghìn tỷ USD, và nguồn vốn FDI đầu tư ra nước ngoài của Trung Quốc là 2,128 nghìn tỷ USD. Tổng tài sản tài chính nước ngoài mà Trung Quốc sở hữu đạt 7,860 nghìn tỷ USD, và các khoản nợ tài chính nước ngoài của nước này là 5,716 nghìn tỷ USD, đưa Trung Quốc trở thành quốc gia chủ nợ lớn thứ hai trên thế giới chỉ sau Nhật Bản. Trung Quốc là nước nhận đầu tư trực tiếp nước ngoài lớn nhất trên thế giới tính đến năm 2020 với khoảng 163 tỷ đô la. Trung Quốc cũng xếp ở vị trí số hai về khoản đầu tư trực tiếp ra nước ngoài, với 136,91 tỷ đô la Mỹ cho riêng năm 2019, tiếp tục đứng sau Nhật Bản với 226,65 tỷ đô la Mỹ trong cùng kỳ. Tính đến năm 2018, Trung Quốc đứng đầu thế giới về tổng số tỷ phú và thứ hai về số triệu phú - có 658 tỷ phú và 3,5 triệu triệu phú là người Trung Quốc. Theo Báo cáo Tài sản Toàn cầu năm 2019 của  Credit Suisse Group, Trung Quốc đã vượt qua Mỹ về mức độ giàu có tính theo mười phần trăm dân số hàng đầu thế giới. Tính đến năm 2020, Trung Quốc là nơi có nhiều công ty nhất nằm trong danh sách Fortune Global 500 với 129 công ty có trụ sở chính tại Trung Quốc. Trung Quốc cũng là quê hương của hơn 200 công ty khởi nghiệp công nghệ được xếp vào Unicorn (kỳ lân công nghệ), mỗi công ty được định giá trên 1 tỷ USD, con số cao nhất trên thế giới. Trung Quốc là quốc gia có dự trữ ngoại hối lớn nhất thế giới trị giá 3,1 nghìn tỷ USD, thậm chí nếu tính cả số lượng tài sản nước ngoài sở hữu bởi các ngân hàng thương mại quốc doanh của Trung Quốc thì giá trị dự trữ của Trung Quốc còn tăng lên đạt gần 4 nghìn tỷ đô la.
Trung Quốc là nền kinh tế sản xuất và xuất khẩu hàng hóa lớn nhất thế giới. Trung Quốc cũng là thị trường tiêu thụ hàng hóa có tốc độ phát triển nhanh nhất và quốc gia nhập khẩu lớn thứ hai thế giới. Trung Quốc là nước nhập khẩu ròng các sản phẩm dịch vụ và là quốc gia thương mại lớn nhất trên thế giới, đóng một vai trò quan trọng trong thương mại quốc tế. Trung Quốc trở thành thành viên của Tổ chức Thương mại Thế giới vào năm 2001 và có các hiệp định thương mại tự do với một số quốc gia, bao gồm với ASEAN, Australia, New Zealand, Pakistan, Hàn Quốc và Thụy Sỹ. Các đối tác thương mại lớn nhất của Trung Quốc là Hoa Kỳ, EU, Nhật Bản, Hồng Kông, Hàn Quốc, Ấn Độ, Đài Loan, Úc, Việt Nam, Malaysia và Brazil. Với 778 triệu công nhân, the Chinese lực lượng lao động của Trung Quốc là lớn nhất thế giới tính đến năm 2020. Trung Quốc xếp thứ 31 về chỉ số thuận lợi kinh doanh và 28 về năng lực cạnh tranh toàn cầu. Trung Quốc đứng thứ 14 về Chỉ số đổi mới toàn cầu và là nền kinh tế có thu mức thu nhậo trung bình, nước công nghiệp mới và quốc gia có nền kinh tế mới nổi duy nhất nằm trong top 30 về chỉ số này. Trung Quốc đứng số 1 trên toàn cầu về bằng sáng chế, mô hình tiện ích, nhãn hiệu, kiểu dáng công nghiệp và xuất khẩu hàng hóa sáng tạo và cũng có hai (khu vực vịnh lớn Thâm Quyến-Hồng Kông-Quảng Châu và Bắc Kinh lần lượt xếp ở vị trí thứ 2 và thứ 4) trong số top 5 cụm khoa học và công nghệ hàng đầu thế giới, nhiều hơn bất kỳ quốc gia nào khác. Đến cuối tháng 4 năm 2021, số lượng người dùng 5G của Trung Quốc đã vượt mốc 300 triệu.

## Lịch sử
Trong lịch sử, Trung Quốc từng là cường quốc kinh tế hàng đầu thế giới trong suốt gần hai thiên niên kỷ từ thế kỷ I đến thế kỷ XIX. GDP của Trung Quốc từng chiếm tới khoảng một phần tư GDP toàn cầu cho đến cuối những năm 1700 và khoảng một phần ba vào năm 1820 khi Cách mạng Công nghiệp bắt đầu ở Anh. GDP năm 1820 của Trung Quốc lớn gấp sáu lần nền kinh tế lớn nhất ở châu Âu bấy giờ là Anh quốc, và gần hai mươi lần GDP của Hoa Kỳ, một quốc gia còn non trẻ vào thời điểm đó.
Trung Quốc bắt đầu thực hiện các các chính sách cải cách kinh tế vào năm 1978 dưới sự lãnh đạo của Đặng Tiểu Bình. Công cuộc cải cách đã biến Trung Quốc trở thành cường quốc có tốc độ phát triển kinh tế nhanh nhất thế giới với tốc độ tăng trưởng trung bình là 10% trong vòng 30 năm. Kể từ sau đại hội đại biểu toàn quốc lần thứ 12 của Đảng Cộng sản Trung Quốc vào năm 1982, Đại hội đã thống nhất đặt tên cho đường lối phát triển kinh tế này là "Chủ nghĩa xã hội đặc sắc Trung Quốc".

## Tổng quan

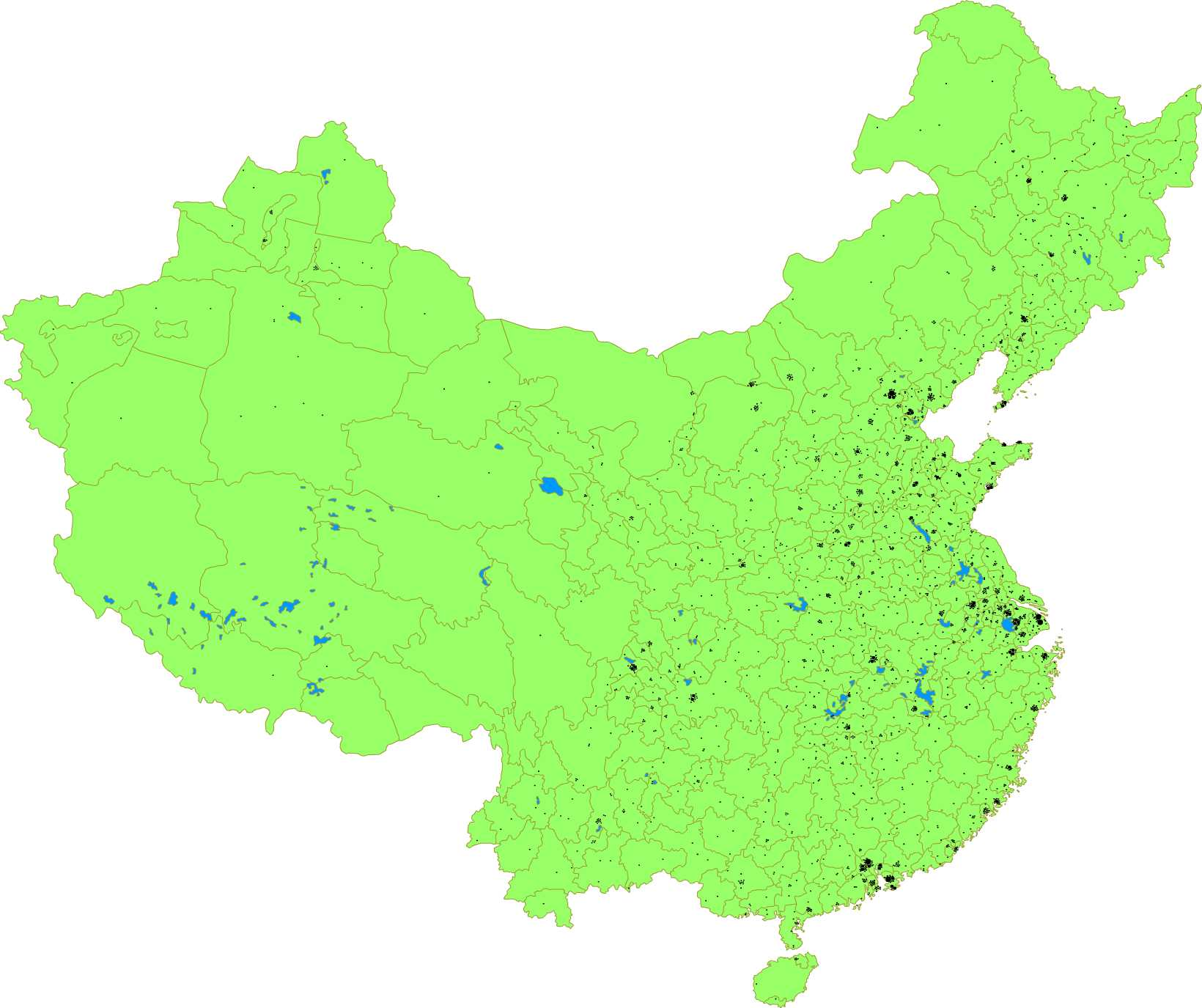
Phân bổ GDP ở Trung Quốc

Sau 40 năm cải cách và mở cửa, Trung Quốc đã phát triển nhanh chóng. GDP của Trung Quốc năm 1978 chỉ dưới 150 tỷ USD, đến năm 2017 đã tăng lên 12.000 tỷ USD (tăng 80 lần theo giá trị tuyệt đối và 30 lần nếu trừ đi yếu tố lạm phát), đứng thứ hai thế giới chỉ sau Mỹ. Đóng góp của Trung Quốc vào GDP toàn cầu đã tăng từ 1,8% (năm 1978) lên 15,2% (năm 2017). Năm 2013, tổng kim ngạch thương mại Trung Quốc đã vượt Mỹ, trở thành nước có hoạt động thương mại lớn nhất thế giới. Năm 2014, theo tính toán sức mua tương đương (PPP), quy mô kinh tế Trung Quốc đã vượt Mỹ, trở thành nền kinh tế lớn nhất thế giới. Trung Quốc đã trở thành nhà sản xuất ô-tô lớn nhất thế giới tính về sản lượng hàng năm vào tháng 12/2009, và hiện nay Trung Quốc sản xuất nhiều ô-tô hơn cả của Mỹ, Nhật Bản và Đức cộng lại.

### Sự giàu có ở Trung Quốc
Trung Quốc đã phát triển thành một nền kinh tế có mức độ đa dạng hóa cao và là một trong những nước đóng vai trò quan trọng nhất trong thương mại quốc tế. Các lĩnh vực chính của nền kinh tế Trung Quốc có sức mạnh cạnh tranh bao gồm sản xuất, bán lẻ, khai khoáng, thép, dệt may, ô tô, năng lượng, năng lượng xanh, ngân hàng, điện tử, viễn thông, bất động sản, thương mại điện tử và du lịch. Trung Quốc có ba trong số mười sàn giao dịch chứng khoán lớn nhất trên thế giới   gồm Thượng Hải, Hồng Kông và Thâm Quyến— ba sàn này có tổng giá trị vốn hóa thị trường hơn 15,9 nghìn tỷ đô la, tính đến tháng 10 năm 2020 . Trung Quốc có bốn trong số mười trung tâm tài chính cạnh tranh nhất thế giới (Thượng Hải, Hồng Kông, Bắc Kinh và Thâm Quyến), nhiều hơn bất kỳ quốc gia nào khác trong Chỉ số Trung tâm Tài chính Toàn cầu năm 2020 . Đến năm 2035, bốn thành phố của Trung Quốc (Thượng Hải, Bắc Kinh, Quảng Châu và Thâm Quyến) dự kiến sẽ nằm trong số mười thành phố lớn nhất toàn cầu tính theo GDP danh nghĩa theo một báo cáo của Oxford Economics .

Tăng trưởng GDP thực tế của Trung Quốc theo thập kỷ kể từ những năm 1960, với tốc độ ước tính cho những năm 2020 từ Bloomberg Terminal (WRGDCHIN)

Kể từ năm 2015 Trung Quốc là quốc gia có số lượng người dân thuộc tầng lớp trung lưu nhiều nhất thế giới với quy mô 400 triệu người vào năm 2018 và dự kiến sẽ đạt 1,2 tỷ vào năm 2027, chiếm 1/4 tổng số toàn cầu. Tính đến năm 2018, Trung Quốc đứng đầu thế giới về số lượng tỷ phú và thứ hai về số triệu phú - có 658 tỷ phú là người Trung Quốc 3,5 triệu người là triệu phú. Vào năm 2019, Trung Quốc đã vượt qua Mỹ để trở thành quốc có số người giàu nhiều nhất trên thế giới theo báo cáo tài sản toàn cầu của Credit Suisse. Nói cách khác, tính đến năm 2019, có một trăm triệu người Trung Quốc nằm trong top mười phần trăm những người giàu nhất trên thế giới - những người có tài sản cá nhân ròng tối thiểu là 110.000 đô la. Năm 2020, Trung Quốc có số lượng tỷ phú cao nhất thế giới, nhiều hơn cả Mỹ và Ấn Độ cộng lại và tính đến tháng 3 năm 2021, số lượng tỷ phú ở Trung Quốc đạt 1.058 người với tổng số tài sản cộng lại lên đến 4,5 nghìn tỷ đô la Mỹ. Theo Hurun Global Rich List năm 2021, Trung Quốc là quê hương của sáu trong số mười thành phố hàng đầu thế giới (Bắc Kinh, Thượng Hải, Thâm Quyến, Hồng Kông, Hàng Châu và Quảng Châu lần lượt xếp ở các vị trí thứ 1, 2, 4, 5, 8 và 9) về số lượng tỷ phú, nhiều hơn bất kỳ quốc gia nào khác.

### GDP quốc gia
Bảng dưới đây cho thấy xu thế tổng sản phẩm quốc nội của Trung Quốc theo giá thị trường do Quỹ tiền tệ quốc tế (IMF) ước tính. Đơn vị tính là triệu Nhân dân tệ.
| Năm  | Tổng sản phẩm quốc nội | Tỷ giá hối đoái Yuan/Dollar | Chỉ số lạm phát (2000=100) |
| ---- | ---------------------- | --------------------------- | -------------------------- |
| 1955 | 91.000                 |                             |                            |
| 1960 | 145.700                |                             |                            |
| 1965 | 171.600                |                             |                            |
| 1970 | 225.300                |                             |                            |
| 1975 | 299.700                |                             |                            |
| 1980 | 460.906                | 1,49                        | 25                         |
| 1985 | 896.440                | 2,93                        | 30                         |
| 1990 | 1.854.790              | 4,78                        | 49                         |
| 1995 | 6.079.400              | 8,35                        | 91                         |
| 2000 | 9.921.500              | 8,27                        | 100                        |
| 2005 | 18.232.100             | 8,19                        | 106                        |

Nếu so sánh theo sức mua tương đương, áp dụng tỷ giá Yuan/Dollar bằng 2,05.

### GDP địa phương
Hệ thống giao thông không đồng đều, kết hợp với những khác biệt quan trọng về sự sẵn có của tài nguyên thiên nhiên, nguồn nhân lực cở sở hạ tầng công nghiệp của từng vùng đã tạo ra những khác biệt đáng kể giữa nền kinh tế của các khu vực của Trung Quốc. Các tỉnh nằm ở bờ biển phía Đông phát triển kinh tế nhanh hơn so với các tỉnh nằm sâu trong nội địa ở phía Tây và có sự chênh lệch lớn về thu nhập bình quân đầu người giữa các vùng. Ba khu vực giàu có nhất là Đồng bằng sông Dương Tử ở phía Đông Trung Quốc; Châu thổ sông Châu Giang ở phía Nam Trung Quốc; và vùng Jing-Jin-Ji ở phía Bắc Trung Quốc. Chính sự phát triển nhanh chóng của những khu vực này được cho là sẽ có tác động đáng kể nhất đối với nền kinh tế khu vực châu Á nói chung và những nỗ lực của chính phủ Trung Quốc trong việc thiết kế các chính sách nhằm loại bỏ những trở ngại đối với tốc độ tăng trưởng ở những khu vực giàu có nhất này. Đến năm 2035, bốn thành phố của Trung Quốc (Thượng Hải, Bắc Kinh, Quảng Châu và Thâm Quyến) được dự đoán sẽ nằm trong số mười thành phố lớn nhất toàn cầu theo GDP danh nghĩa theo cho một báo cáo của Oxford Economics.
Có 33 đơn vị hành chính ở Trung Quốc. Dưới đây là các đơn vị hành chính hàng đầu ở Trung Quốc được xếp hạng theo GDP năm 2017, GDP được chuyển đổi từ CNY sang USD với tỷ giá hối đoái là 6,7518 CNY / USD.
| PPP: viết tắt của sức mua tương đương; Danh nghĩa: 6,7518 CNY / Đô la Mỹ; PPP: 3,5063 CNY / Đô la quốc tế (dựa trên IMF WEO tháng 4 năm 2018) | PPP: viết tắt của sức mua tương đương; Danh nghĩa: 6,7518 CNY / Đô la Mỹ; PPP: 3,5063 CNY / Đô la quốc tế (dựa trên IMF WEO tháng 4 năm 2018) | PPP: viết tắt của sức mua tương đương; Danh nghĩa: 6,7518 CNY / Đô la Mỹ; PPP: 3,5063 CNY / Đô la quốc tế (dựa trên IMF WEO tháng 4 năm 2018) | PPP: viết tắt của sức mua tương đương; Danh nghĩa: 6,7518 CNY / Đô la Mỹ; PPP: 3,5063 CNY / Đô la quốc tế (dựa trên IMF WEO tháng 4 năm 2018) | PPP: viết tắt của sức mua tương đương; Danh nghĩa: 6,7518 CNY / Đô la Mỹ; PPP: 3,5063 CNY / Đô la quốc tế (dựa trên IMF WEO tháng 4 năm 2018) | PPP: viết tắt của sức mua tương đương; Danh nghĩa: 6,7518 CNY / Đô la Mỹ; PPP: 3,5063 CNY / Đô la quốc tế (dựa trên IMF WEO tháng 4 năm 2018) | PPP: viết tắt của sức mua tương đương; Danh nghĩa: 6,7518 CNY / Đô la Mỹ; PPP: 3,5063 CNY / Đô la quốc tế (dựa trên IMF WEO tháng 4 năm 2018) | PPP: viết tắt của sức mua tương đương; Danh nghĩa: 6,7518 CNY / Đô la Mỹ; PPP: 3,5063 CNY / Đô la quốc tế (dựa trên IMF WEO tháng 4 năm 2018) | PPP: viết tắt của sức mua tương đương; Danh nghĩa: 6,7518 CNY / Đô la Mỹ; PPP: 3,5063 CNY / Đô la quốc tế (dựa trên IMF WEO tháng 4 năm 2018) | PPP: viết tắt của sức mua tương đương; Danh nghĩa: 6,7518 CNY / Đô la Mỹ; PPP: 3,5063 CNY / Đô la quốc tế (dựa trên IMF WEO tháng 4 năm 2018) | PPP: viết tắt của sức mua tương đương; Danh nghĩa: 6,7518 CNY / Đô la Mỹ; PPP: 3,5063 CNY / Đô la quốc tế (dựa trên IMF WEO tháng 4 năm 2018) | PPP: viết tắt của sức mua tương đương; Danh nghĩa: 6,7518 CNY / Đô la Mỹ; PPP: 3,5063 CNY / Đô la quốc tế (dựa trên IMF WEO tháng 4 năm 2018) | PPP: viết tắt của sức mua tương đương; Danh nghĩa: 6,7518 CNY / Đô la Mỹ; PPP: 3,5063 CNY / Đô la quốc tế (dựa trên IMF WEO tháng 4 năm 2018) |
| Tỉnh | GDP (tỷ) | GDP (tỷ) | GDP (tỷ) | GDP (tỷ) | GDP (tỷ) | GDP (tỷ) | GDP bình quân | GDP bình quân | GDP bình quân | GDP bình quân | GDP bình quân | Dân số giữa năm (nghìn) |
| Tỉnh | Hạng | CN¥ | Danh nghĩa (US$) | PPP (intl$.) | tốc độ tăng trưởng thực tế (%) | Tỷ lệ (%) | Hạng | CN¥ | Danh nghĩa (US$) | PPP (intl$.) | Tỷ lệ (%) | Dân số giữa năm (nghìn) |
| --- | --- | --- | --- | --- | --- | --- | --- | --- | --- | --- | --- | --- |
| Trung Quốc | | 82,712.20 | 12,250.39 | 23,589.60 | 6.9 | 100 | | 59,660 | 8,836 | 17,015 | 100 | 1,386,395 |
| Quảng Đông | 1 | 8,987.92 | 1,331.19 | 2,563.36 | 7.5 | 10.87 | 8 | 81,089 | 12,010 | 23,127 | 136 | 109,240 |
| Giang Tô | 2 | 8,590.09 | 1,272.27 | 2,449.90 | 7.2 | 10.39 | 4 | 107,189 | 17,176 | 32,570 | 180 | 79,875 |
| Sơn Đông | 3 | 7,267.82 | 1,076.43 | 2,072.79 | 7.4 | 8.79 | 9 | 72,851 | 10,790 | 20,777 | 122 | 99,470 |
| Chiết Giang | 4 | 5,176.83 | 766.73 | 1,476.44 | 7.8 | 6.26 | 5 | 92,057 | 13,634 | 26,255 | 154 | 55,645 |
| Hà Nam | 5 | 4,498.82 | 666.31 | 1,283.07 | 7.8 | 5.44 | 19 | 47,129 | 6,980 | 13,441 | 79 | 95,062 |
| Tứ Xuyên | 6 | 3,698.02 | 547.71 | 1,054.68 | 8.1 | 4.47 | 22 | 44,651 | 6,613 | 12,735 | 75 | 82,330 |
| Hồ Bắc | 7 | 3,652.30 | 540.94 | 1,041.64 | 7.8 | 4.42 | 11 | 61,971 | 9,179 | 17,674 | 104 | 58,685 |
| Hà Bắc | 8 | 3,596.40 | 532.66 | 1,025.70 | 6.7 | 4.35 | 18 | 47,985 | 7,107 | 13,685 | 80 | 74,475 |
| Hồ Nam | 9 | 3,459.06 | 512.32 | 986.53 | 8.0 | 4.18 | 16 | 50,563 | 7,489 | 14,421 | 85 | 68,025 |
| Phúc Kiến | 10 | 3,229.83 | 478.37 | 921.15 | 8.1 | 3.90 | 6 | 82,976 | 12,289 | 23,665 | 139 | 38,565 |

### Hồng Kông và Ma Cao
Theo chính sách Một quốc gia, hai chế độ, thuộc địa cũ của Anh là Hồng Kông và thuộc địa của Bồ Đào Nha là Ma Cao được phép thực thi các chính sách kinh tế khác biệt với Trung Quốc Đại Lục, bản thân Hồng Kông và Ma Cao cũng có những khác biệt trong các chính sách này. Hồng Kông và Ma Cao đều được tự do tiến hành và tham gia vào các cuộc đàm phán kinh tế với nước ngoài, cũng như tham gia với đầy đủ tư cách thành viên trong các tổ chức kinh tế quốc tế khác nhau như Tổ chức Hải quan Thế giới, Tổ chức Thương mại Thế giới và Diễn đàn Hợp tác Kinh tế châu Á - Thái Bình Dương dưới cái tên "Hồng Kông, Trung Quốc" và "Ma Cao, Trung Quốc".

## Sự phát triển kinh tế

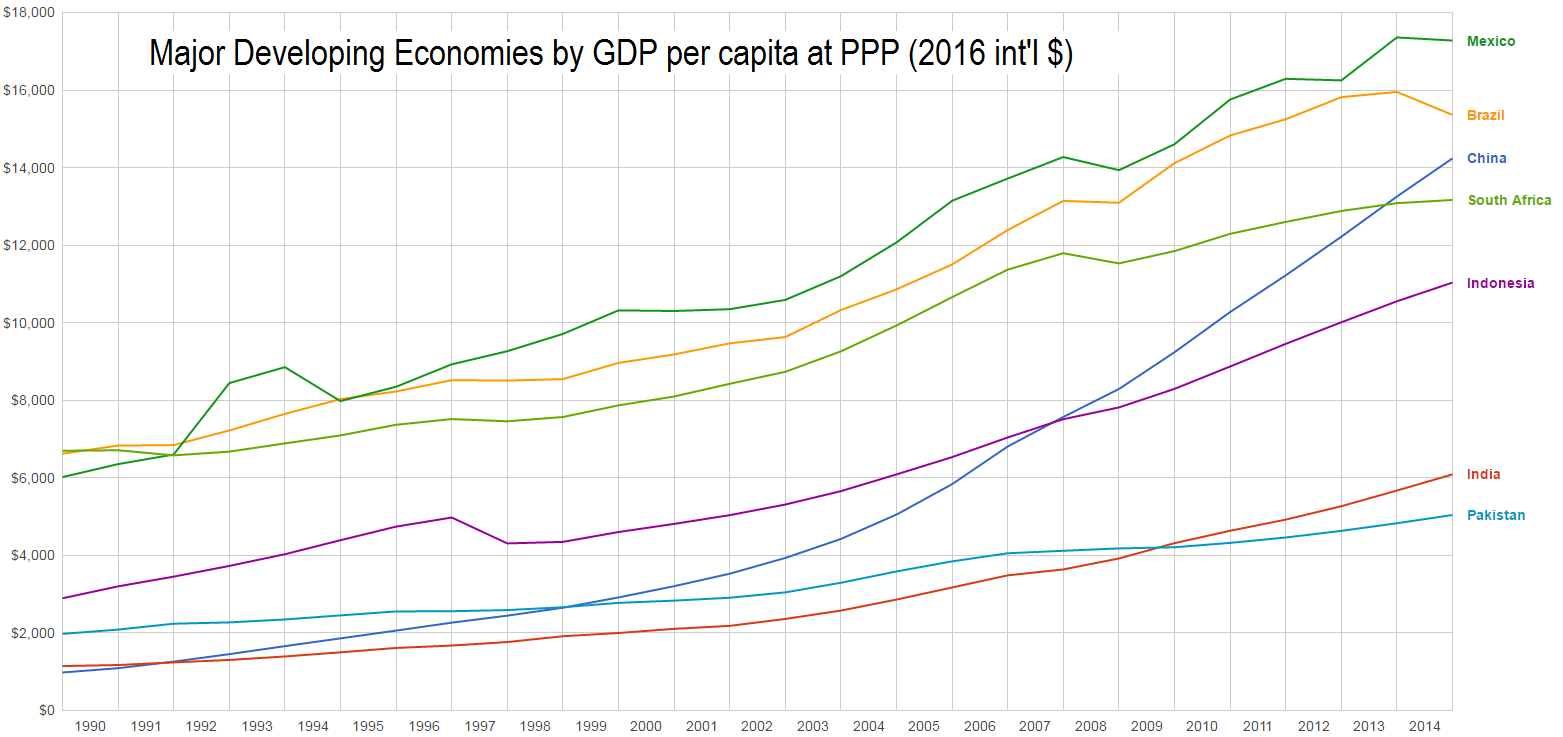
Trung Quốc và các nền kinh tế đang phát triển lớn khác tính theo GDP bình quân đầu người theo sức mua tương đương (1990–2013) khi tốc độ tăng trưởng kinh tế nhanh chóng của Trung Quốc (màu xanh lam) là rõ ràng nhất

Các cải cách kinh tế được thực hiện vào năm 1978 đã đưa Trung Quốc trở thành cường quốc kinh tế hàng đầu của thế giới. Sự phát triển kinh tế thần  kỳ của Thâm Quyến đã khiến thành phố này được nhiều người coi là Thung lũng Silicon thứ hai của thế giới. Các tỉnh thuộc vùng duyên hải Trung Quốc phía đông phần đa có nền công nghiệp hóa phát triển trong khi các tỉnh nằm sâu trong phần nội địa phía tây lại kém phát triển hơn. 

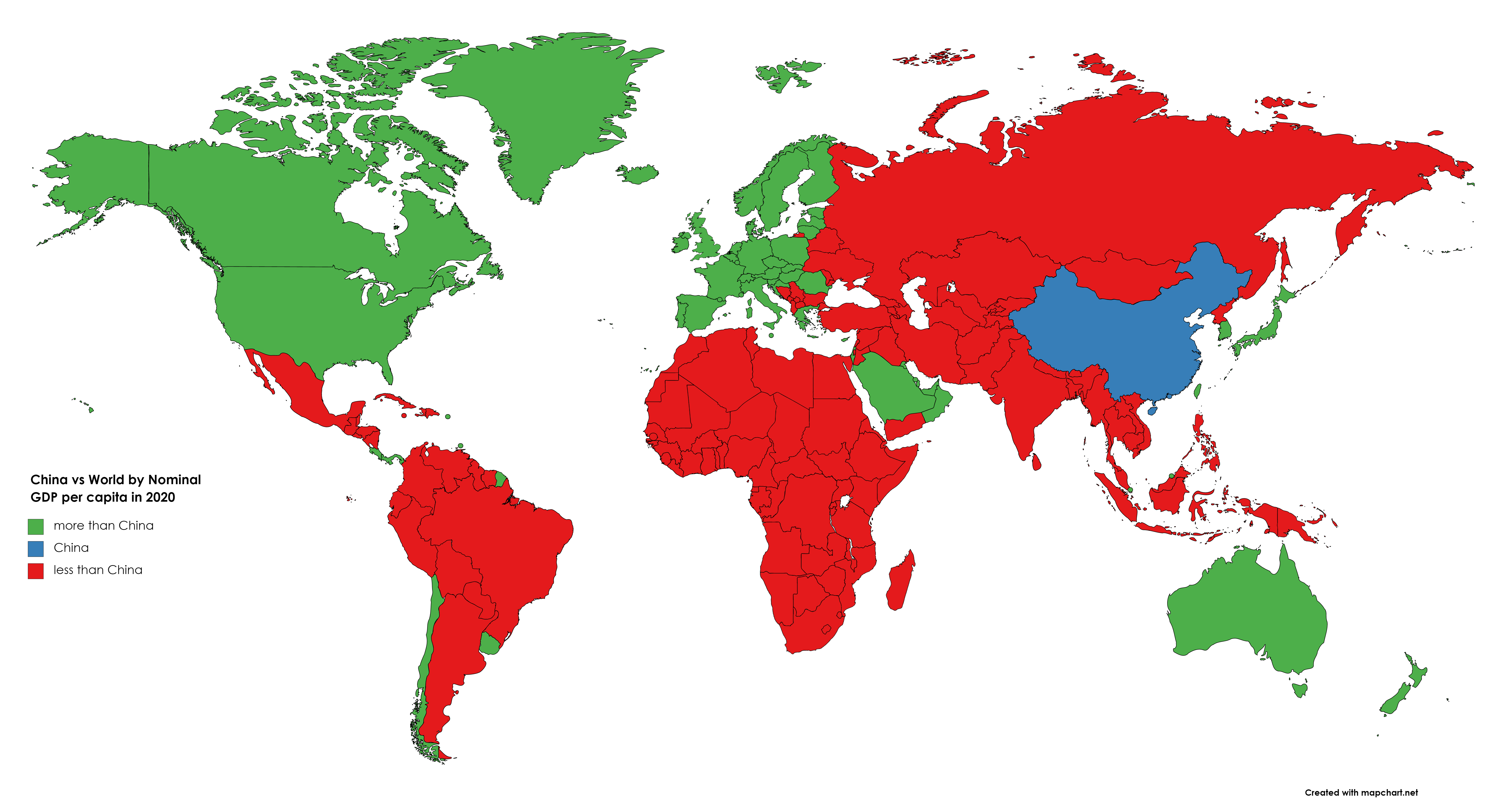
Trung Quốc so với Thế giới theo GDP danh nghĩa trên đầu người năm 2020

Để định hướng phát triển kinh tế, chính quyền trung ương Trung Quốc đã thông qua "kế hoạch 5 năm" đã trình bày chi tiết các ưu tiên trong sự phát triển kinh tế và các chính sách thiết yếu. Kế hoạch 5 năm lần thứ 14 (2021–2025) hiện đang được thực hiện, với trọng tâm là tăng trưởng dựa trên sức mạnh tiêu dùng nội địa và khả năng tự cung cấp công nghệ trong tiến trình Trung Quốc phát triển từ nền kinh tế có thu nhập trên trung bình thành nền kinh tế có thu nhập cao. Trong tiến trình này, khu vực công vẫn đóng vai trò là trung tâm của nền kinh tế Trung Quốc. Sự phát triển này được cho là phù hợp với các mục tiêu lập kế hoạch của chính quyền trung ương Trung Quốc để đạt được "mục tiêu 2 bách niên", với trọng điểm là biến Trung Quốc trở thành một "xã hôi hiện đại thịnh vượng về mọi mặt" trong năm 2021 và mục tiêu hiện đại hóa đưa Trung Quốc trở thành một "quốc gia phát triển toàn diện" vào năm 2049, năm sẽ đánh dấu kỷ niệm 100 năm ngày thành lập nước Cộng hòa Nhân dân Trung Hoa.

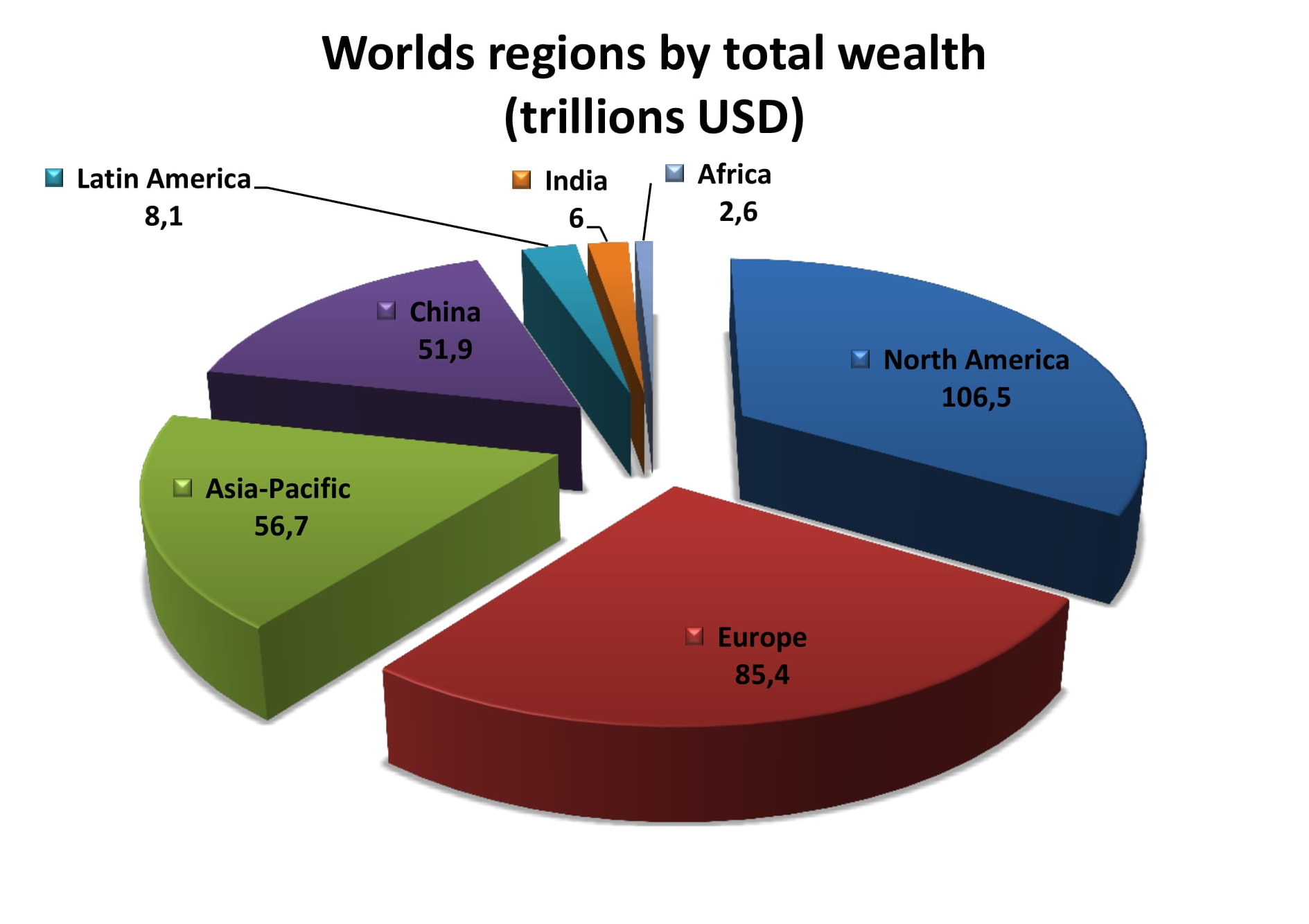
Các khu vực trên thế giới tính theo tổng tài sản (nghìn tỷ USD) năm 2018

Tỷ trọng xuất khẩu toàn cầu của Trung Quốc giai đoạn 1990 - 2019

Giống như Nhật Bản và Hàn Quốc trước đó, Trung Quốc đã phát triển ổn định, nâng cao mức thu nhập và mức sống của người dân trong đồng thời sản xuất hàng hóa tiêu thụ trên toàn cầu. Từ năm 1978 đến năm 2019, thu nhập bình quân đầu người của Trung Quốc đã tăng từ 153 đô la lên 10.261 đô la. Thặng dư tài khoản vãng lai đã tăng gấp 53 lần trong giai đoạn từ 1982 đến 2015 - 5,7 tỷ đô la lên 304 tỷ đô la. Trong thời gian này, Trung Quốc cũng trở thành một cường quốc công nghiệp, từ việc vượt ra khỏi những thành công ban đầu trong lĩnh vực có mức lương thấp như quần áo và giày dép để chuyển dần sang các sản phẩm hàng hóa phức tạp đòi hỏi hàm lượng kiến thức cao như máy tính, dược phẩm và ô tô. Các nhà máy của Trung Quốc đã tạo ra 3.700 tỷ USD giá trị gia tăng sản xuất thực tế, nhiều hơn cả Mỹ, Hàn Quốc, Đức và Anh cộng lại. Lĩnh vực sản xuất của Trung Quốc được hưởng lợi nhờ vào thị trường nội địa lớn nhất thế giới, quy mô sản xuất lớn và chuỗi cung ứng sản xuất phát triển.
Tuy nhiên, tốc độ phát triển kinh tế của Trung Quốc vẫn chưa rõ là có thể duy trì được trong bao lâu. Theo kế hoạch 5 năm lần thứ 11, Trung Quốc cần duy trì tốc độ tăng trưởng hàng năm 8% trong tương lai gần. Ban lãnh đạo lập luận rằng chỉ với mức tăng trưởng như vậy, Trung Quốc mới có thể tiếp tục phát triển sức mạnh công nghiệp, nâng cao mức sống của người dân và khắc phục tình trạng bất bình đẳng đang gia tăng trên khắp đất nước. Tuy nhiên, trước đây chưa từng có quốc gia nào duy trì được tốc độ tăng trưởng mà Trung Quốc đưa ra. Tuy nhiên cũng phải thừa nhận rằng, ở một mức độ nào đó, giai đoạn phát triển kinh tế Trung Quốc là thời kỳ mà việc phát triển là dễ hơn so với trước kia. Trong những năm 1980, Trung Quốc đã chuyển đổi ngành nông nghiệp rộng lớn và kém hiệu quả của mình, giải phóng nông dân khỏi sự gò bó của nền kinh tế kế hoạch và đã cải cách thành công. Trong những năm 1990, nước này cũng bắt đầu tái cấu trúc khu vực công nghiệp trì trệ của mình bằng cách lần đầu tiên mở cửa để thu hút các nhà đầu tư nước ngoài. Những chính sách này đã thúc đẩy sự tăng trưởng phi thường của đất nước. Thay vào đó, Trung Quốc đã phải thực hiện điều mà nhiều người coi là bước cuối cùng để hướng tới nền kinh tế thị trường là tự do hóa khu vực ngân hàng và bắt đầu thiết lập thị trường vốn. Theo một bài báo trên  Tạp chí Kinh tế Châu Á Thái Bình Dương  của Mete Feridun thuộc Trường Kinh doanh Đại học Greenwich và Abdul Jalil đến từ Đại học Vũ Hán ở Trung Quốc, sự phát triển của ngành tài chính sẽ giúp giảm thiểu sự bất bình đẳng trong thu nhập của Trung Quốc. Tuy nhiên, tiến trình này đã diễn ra một cách không hề dễ dàng. Tính đến năm 2004, các doanh nghiệp nhà nước của Trung Quốc vẫn chỉ được tái cơ cấu một phần trong khi các ngân hàng đang phải đối mặt với gánh nặng lên đến hơn 205 tỷ đô la (1.700 tỷ NDT) các khoản nợ xấu, khả năng thu hồi số tiền này gần như bằng 0. Trung Quốc áp dụng tỷ giá hối đoái thả nổi và có các biện pháp quản lý tỷ giá.
Vào giữa năm 2014, Trung Quốc tuyên bố họ đang thực hiện các bước để thúc đẩy nền kinh tế đang có dấu hiệu phát triển chậm lại khi mà vào thời điểm đó, lãi suất đang ở mức 7,4% mỗi năm. Các biện pháp bao gồm kế hoạch xây dựng mạng lưới giao thông nhiều tầng, bao gồm cả hệ thống đường sắt, đường bộ và đường hàng không để tạo ra một vành đai kinh tế mới dọc theo Sông Dương Tử.

### Vấn đề phóng đại các chỉ số kinh tế
Các tỉnh và thành phố của Trung Quốc từ lâu đã bị nghi ngờ về việc nấu phòng đại các chỉ tiêu kinh tế của mình do các quan chức chính quyền địa phương thường được đánh giá dựa trên mức độ hoạt đông hiệu quả của kinh tế. Trong những năm gần đây, Trung Quốc đã tuyên bố các con số tăng trưởng đã được giám sát chặt chẽ hơn khi mà các nhà quan sát trong nước và quốc tế đều cáo buộc chính phủ đã tự phóng đại quy mô của nền kinh tế. Dưới đây là một số vụ khai khống các chỉ tiêu kinh tế đã bị phát hiện:
- Khu Tân Hải Mới ở thành phố Thiên Tân phía bắc Trung Quốc từng khai khống số liệu GDP cao gấp một phần ba lần so với số liệu trên thực tế ở mức 665 tỷ NDT (103 tỷ USD).
- Chính phủ của Nội Mông cũng tuyên bố rằng khoảng 40% sản lượng công nghiệp của khu vực được báo cáo trong năm 2016, cũng như 26% doanh thu tài chính  không tồn tại trên thực tế.
- Liêu Ninh, nơi thường được gọi là vành đai rỉ sét của Trung Quốc, thừa nhận vào năm 2017 rằng số liệu GDP địa phương từ năm 2011 đến năm 2014 đã bị khai khống tăng thêm 20%.

Một cuộc khảo sát của The Wall Street Journal với 64 nhà kinh tế được chọn chỉ ra rằng có tới 96% người được hỏi cho rằng ước tính GDP của Trung Quốc không "phản ánh chính xác quy mô thực tế của nền kinh tế Trung Quốc." Tuy nhiên, hơn một nửa số nhà kinh tế trong cuộc khảo sát ước tính rằng tăng trưởng hàng năm của Trung Quốc nằm trong khoảng 5% đến 7%, con số này vẫn thể hiện sự tăng trưởng mạnh mẽ của nền kinh tế. Thủ tướng Trung Quốc Lý Khắc Cường tuyên bố rằng ông còn lâu mới tin tưởng vào ước tính GDP của đất nước, ông cho rằng các ước tính này đã bị "nhân tạo" do đó không đáng tin cậy theo một tài liệu bị rò rỉ từ năm 2007 do WikiLeaks thu được. Ông cho biết các công bố dữ liệu của chính phủ, đặc biệt là số liệu GDP, nên được sử dụng "chỉ để tham khảo".
Các nhà phân tích như Wilbur Ross và Donald Straszheim tin rằng tăng trưởng kinh tế gần đây của Trung Quốc đã bị phóng đại quá mức và ước tính tốc độ tăng trưởng chỉ rơi vào khoảng 4% hoặc thậm chí là thấp hơn. Theo Chang-Tai Hsieh, một nhà kinh tế học tại Trường Đại học Kinh doanh Chicago Booth và cộng sự nghiên cứu của mình đến từ Cục Nghiên cứu Kinh tế Quốc gia Hoa Kỳ, Michael Zheng Song là giáo sư kinh tế tại Đại học Trung văn Hương Cảng và các đồng tác giả, quy mô nền kinh tế Trung Quốc là không lớn như những gì chính phủ Trung Quốc tuyên bố vào năm 2016. Trong bài nghiên cứu của họ được xuất bản bởi Viện Brookings, họ đã điều chỉnh GDP của Trung Quốc theo chuỗi thời gian lịch sử bằng cách sử dụng những dữ liệu về thuế giá trị gia tăng mà họ cho biết là "có khả năng chống gian lận và giả mạo cao". Họ phát hiện ra rằng tăng trưởng kinh tế Trung Quốc có thể đã bị phóng đại 1,7% mỗi năm từ năm 2008 đến năm 2016, có nghĩa là chính phủ đã phóng đại quy mô của nền kinh tế Trung Quốc lên đến từ 12-16% trong năm 2016.

### Vấn đề đánh giá thấp nền kinh tế
Một số học giả và tổ chức phương Tây đã ủng hộ tuyên bố rằng nền kinh tế Trung Quốc cũng có thể đã bị đánh giá thấp hơn so với thực tế. Một bài báo của Cục Nghiên cứu Kinh tế Quốc gia Hoa Kỳ tuyên bố rằng tăng trưởng kinh tế của Trung Quốc có thể cao hơn những gì được báo cáo như các số liệu thống kê chính thức. Một bài báo của Hunter Clarka, Maxim Pinkovskiya và Xavier Sala-i-Martin được xuất bản bởi Elsevier Science Direct vào năm 2018 sử dụng một phương pháp sáng tạo về ánh sáng ban đêm được vệ tinh ghi lại được các tác giả cho là phương pháp hữu hiệu nhất làm công cụ dự đoán thiên vị về sự tăng trưởng kinh tế ở các thành phố của Trung Quốc. Kết quả cho thấy tốc độ tăng trưởng kinh tế Trung Quốc cao hơn số liệu báo cáo chính thức.
Chỉ số Lý Khắc Cường là một phép đo thay thế về hiệu suất kinh tế Trung Quốc bằng cách sử dụng ba biến số mà ông Lý ưa thích. Các phép đo vệ tinh về mức độ ô nhiễm ánh sáng được một số nhà phân tích sử dụng để lập mô hình tăng trưởng kinh tế Trung Quốc và cho thấy các con số về tốc độ tăng trưởng gần đây trong dữ liệu chính thức của Trung Quốc là đáng tin cậy mặc dù vẫn có khả năng các con số này đã được dàn xếp. Theo một bài báo của Ngân hàng Dự trữ Liên bang St Louis, số liệu thống kê chính thức của Trung Quốc được cho là chất lượng hơn so với các nước đang phát triển, thu nhập trung bình và thu nhập thấp thấp. Năm 2016, Trung Quốc đứng ở vị trí thứ 83 trong số các nước có thu nhập trung bình và thu nhập thấp, tăng so với mức 38 của năm 2004. Một nghiên cứu bởi Federal Reserve Bank of San Francisco cho thấy thống kê GDP chính thức của Trung Quốc "có một liên hệ đáng kể và tỷ lệ thuận" với những hoạt động kinh tế đối ngoại có thể kiểm chứng được như dữ liệu xuất nhập khẩu từ những đối tác thương mại của Trung Quốc, gợi ý rằng sự phát triển kinh tế của Trung Quốc không chậm hơn những ước đoán chính thức đã chỉ ra.
Nghiên cứu của Daniel Rosen và Beibei Bao, được xuất bản bởi Trung tâm Nghiên cứu Chiến lược và Quốc tế vào năm 2015, cho thấy GDP năm 2008 thực sự lớn hơn 13-16% so với dữ liệu chính thức, trong khi GDP năm 2013 chính xác là 10.500 tỷ đô la. thay vì con số chính thức là 9.500 tỷ đô la. Theo một nghiên cứu được thực hiện bởi Arvind Subramanian, một cựu nhà kinh tế học tại Quỹ Tiền tệ Quốc tế (IMF) và một thành viên cấp cao tại Viện Kinh tế Quốc tế Peterson, quy mô của nền kinh tế Trung Quốc theo sức mua tương đương vào năm 2010 là khoảng 14.800 tỷ USD, cao hơn so với ước tính chính thức là 10.100 tỷ USD của IMF, có nghĩa là GDP của Trung Quốc đã bị đánh giá thấp hơn 47%.

### Chính sách phát triển nền kinh tế khu vực
Các chiến lược dưới đây hướng tới các khu vực tương đối nghèo hơn ở Trung Quốc trong nỗ lực ngăn chặn sự gia tăng bất bình đẳng:
- Chiến lược phát triển miền Tây, được thiết kế để nâng cao tình hình kinh tế của các tỉnh miền Tây thông qua việc đầu tư và phát triển các hoạt động khai thác tài nguyên thiên nhiên.
- Chiến lược phục hồi Đông Bắc Trung Quốc được thực hiện hướng tới mục tiêu trẻ hóa các cơ sở công nghiệp ở vùng Đông Bắc Trung Quốc bao gồm ba tỉnh Hắc Long Giang, Cát Lâm và Liêu Ninh cùng với năm tỉnh ở phía đông khu vực Nội Mông.
- Kế hoạch trỗi dậy của Trung Quốc đẩy nhanh sự phát triển của các khu vực ở trung tâm bao gồm sáu tỉnh: Sơn Tây, Hà Nam, An Huy, Hồ Bắc, Hồ Nam và Giang Tây.
- Chiến lược Mặt trận thứ ba tập trung vào các tỉnh ở khu vực Tây Nam bộ.

Đầu tư ra nước ngoài:
- Chiến lược Go Global nhằm khuyến khích các doanh nghiệp trong nước đầu tư ra nước ngoài.

### Các dự án trọng điểm quốc gia
Dự án "Truyền tải điện từ Tây sang Đông", "Truyền tải khí từ Tây sang Đông" và "Dự án chuyển nước Nam-Bắc" là ba dự án chiến lược quan trọng của chính phủ Trung Quốc. Việc xây dựng dự án "Chuyển nước Nam-Bắc" nhằm tái thiết lập tổng thể 12 tỷ mét khối mỗi năm được chính thức khởi động vào ngày 27 tháng 12 năm 2002 và hoàn thành giai đoạn I dự kiến vào năm 2010 sẽ làm giảm tình trạng thiếu nước trầm trọng ở khu vực miền bắc Trung Quốc và tạo ra sự phân bổ hợp lý các nguồn nước đến từ các thung lũng của sông Dương Tử, Hoàng Hà, Hoài Hà và Hải Hà.

## Nông nghiệp

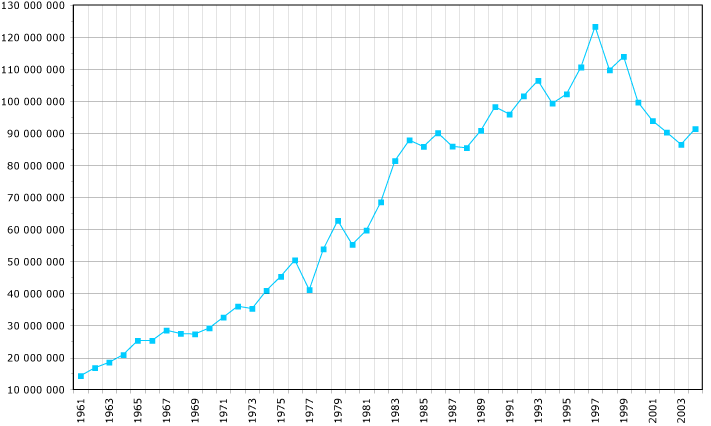
Sản xuất lúa mỳ từ 1961-2004. Số liệu từ FAO, năm 2005. Trục Y: sản lượng tính theo tấn.

Các sản phẩm nông nghiệp chính: lúa, lúa mì, khoai tây, lúa miến, lạc, chè, kê, lúa mạch, bông vải, hạt dầu, thịt lợn, cá.
Trung Quốc đứng đầu thế giới về sản lượng nông sản. Chỉ khoảng một nửa lực lượng lao động của Trung Quốc làm việc trong ngành nông nghiệp, dù cho chỉ có 15,4% diện tích đất đai có thể canh tác được.
Trung Quốc có hơn 300 triệu nông dân, chiếm một phần hai lực lượng lao động. Phần lớn trong số họ canh tác trên những mảnh đất nhỏ bé nếu so với những nông trại Mỹ. Trên thực tế, tất cả đất canh tác đều được sử dụng để trồng cây lương thực, và Trung Quốc nằm trong nhóm các quốc gia sản xuất hàng đầu về lúa gạo, khoai tây, lúa miến, kê, lạc và thịt lợn. Các sản phẩm phi thực phẩm khác có: bông vải, các loại sợi khác, hạt có dầu đã giúp Trung Quốc có được một tỷ lệ nhỏ trong doanh thu ngoại thương. Các mặt hàng nông sản xuất khẩu như rau, quả, cá, tôm cua, ngũ cốc và các sản phẩm từ ngũ cốc, các sản phẩm thịt được xuất khẩu sang Hồng Kông. Sản lượng thu hoạch cao nhờ canh tác tập trung, nhưng Trung Quốc hy vọng tăng sản lượng nông nghiệp hơn nữa thông qua các giống cây trồng được cải thiện, phân bón và công nghệ.
Theo Chương trình Lương thực Thế giới của Liên Hợp Quốc, trong năm 2003, dân số Trung Quốc đã chiếm 20% dân số thế giới nhưng Trung Quốc chỉ có 7% đất canh tác được của toàn thế giới.
Thịt lợn là một phần quan trọng của nền kinh tế Trung Quốc với mức tiêu thụ bình quân đầu người là 90 gam mỗi người trên ngày. Giá thức ăn cho gia súc và gia cầm tăng trên phạm vi toàn cầu do ảnh hưởng của nhu cầu dùng ngô để sản xuất êtanol gia tăng đã làm tăng giá thịt lợn ở Trung Quốc năm 2007. Chi phí sản xuất tăng cộng với lượng cầu thịt lợn tăng do việc tăng lương đã đẩy giá thịt lợn càng lên cao hơn. Nhà nước đối phó bằng cách trợ cấp giá thịt lợn cung cấp cho sinh viên và những người nghèo ở đô thị và kêu gọi gia tăng sản lượng thịt lợn. Biện pháp tung dự trữ thịt lợn chiến lược của quốc gia đã được xem xét.
Năm 1978, Trung Quốc phát động phong trào hiện đại hoá nông thôn, bãi bỏ chính sách tập thể hoá. Người nông dân được phát ruộng, phát đất để trồng trọt, được đem nông phẩm ra chợ bán tự do. Ngay từ năm 1980, đời sống của người nông dân có những bước biến chuyển. Nhưng đến khoảng năm 1990 thì sự quan tâm của chính quyền tập trung vào sự phát triển của các đô thị, của các mặt hàng công nghiệp xuất khẩu, và quá trình toàn cầu hoá.
Sau một thời gian ngắn ngủi, làm ăn bắt đầu khấm khá trở lại vào những năm 80, tình hình nông thôn lại một lần nữa xuống cấp: thuế má ngày càng nhiều, chi phí sản xuất tăng, học phí cho con cái tăng, các dịch vụ y tế thiếu thốn, môi trường bị ô nhiễm, nạn thất nghiệp tràn lan. Hố sâu giữa đô thị và nông thôn ngày càng lớn.
Mặc dù Trung Quốc đã áp dụng chế độ hộ khẩu chặt chẽ, số lao động thừa ở nông thôn buộc phải dồn ra thành thì làm dân công. Dân công là những người làm công nhật, không có hợp đồng, không có bảo hiểm xã hội. Họ bị cấm không được phép làm một số nghề, tại Bắc Kinh danh sách các nghề dân công bị cấm năm 1996 là 15 nghề, đến năm 2000 họ bị cấm làm hơn 100 nghề. Dân công là những người bị đánh thuế nhiều nhất và cũng là những người bị khinh rẻ nhất ở các đô thị. Với mức thu nhập thấp họ lại còn phải đóng góp cao hơn dân thành thị để con cái được đi học. Dân công nữ bị phân biệt đối xử và chịu nhiều thiệt thòi hơn nam dân công và một số trong họ đã phải làm gái điếm sau một thời gian lên thành phố.
Năm 2004, số liệu thống kê cho biết rằng số dân nghèo đến mức tối đa (tính theo tiêu chuẩn dưới 75USD/người/năm) ở Trung Quốc, lần đầu tiên đã tăng lên sau 25 năm, và đa số những người này là nông dân. Vào mùa xuân năm 2005, đã nổ ra những vụ tranh giành đất đai giữa nông dân và các quan chức địa phương, cũng như đã có những cuộc biểu tình của nông dân chống việc các nhà hữu trách đã để cho các chất thải công nghiệp làm ô nhiễm môi trường của mình. Không những nông thôn thiếu đất trồng trọt, mà diện tích đất nông nghiệp ngày càng bị thu hẹp vì phải dành đất cho công nghiệp hóa. Trung Quốc trở thành một trong những quốc gia ô nhiễm nhất thế giới. Hơn 190 triệu nông dân sống trong một môi trường không lành mạnh, nước sông, nước hồ phần lớn đều bị ô nhiễm.
Chính sách kinh tế của Nhà nước đối với nông thôn, cộng với các hủ tục còn tồn tại ở nông thôn đối với người phụ nữ, khiến cho họ lâm vào một hoàn cảnh khó khăn. Hiện nay, tỷ lệ tự tử của phụ nữ Trung Quốc thuộc vào hàng cao trên thế giới.

## Công nghiệp
Năm 2017, Trung Quốc xếp thứ 2 thế giới về sản lượng công nghiệp. Các ngành chính gồm sắt thép, than đá, máy móc, vũ khí, may mặc, dầu mỏ, xi măng, hóa chất, giày dép, đồ chơi, chế biến thực phẩm, ô tô, điện tử tiêu dùng, viễn thông, công nghệ thông tin.
Các ngành công nghiệp quốc doanh lớn có thể kể đến: sắt, thép, chế tạo máy, các sản phẩm công nghiệp nhẹ, vũ khí và hàng dệt may. Các ngành này đã trải qua một thập kỷ cải cách (1979-1989) song không có thay đổi phương thức quản lý nào đáng kể. Điều tra công nghiệp năm 1999 đã cho thấy có 7.930.000 xí nghiệp công nghiệp vào cuối năm 1999; tổng số lao động trong các doanh nghiệp công nghiệp quốc doanh khoảng 24 triệu người. Ngành ô tô được dự tính tăng nhanh chóng trong thập kỷ tới, và ngành hóa dầu cũng thế. Các sản phẩm máy móc và điện tử đã trở thành các mặt hàng xuất khẩu chính của Trung Quốc.

## Lao động
Một trong những đặc điểm của nền kinh tế chỉ huy của Trung Quốc trước đây là nhà nước bảo đảm sẽ mang lại công ăn việc làm cho tất cả những ai có khả năng và có nguyện vọng làm việc, và sự đảm bảo việc làm là trọn đời. Các nhà cải cách cho rằng thị trường không có năng suất cao vì các ngành thường có số lượng nhân công cao hơn cần thiết để thực hiện các mục tiêu xã hội chủ nghĩa và sự đảm bảo việc làm đã làm giảm động lực làm việc của công nhân. Chính sách xã hội chủ nghĩa này đã được gọi là bát cơm sắt.
Trong giai đoạn 1979-1980, Nhà nước đã cải cách các nhà máy bằng cách tăng lương cho công nhân nhưng biện pháp này đã ngay lập tức bị mất tác dụng bởi lạm phát liên tục ở mức 6-7%. Nói cách khác, dù họ được trả nhiều tiền lương hơn, giá trị thực của đồng tiền họ nhận được vẫn có giá trị thấp và họ mua được ít hơn, đồng nghĩa với việc những công nhân nhà máy bị nghèo đi. Nhà nước đã khắc phục vấn đề này từng phần bằng cách bao cấp lương.
Các cải cách cũng hủy bỏ bát cơm sắt, dẫn đến nạn thất nghiệp gia tăng. Năm 1979, ngay sau khi bát cơm sắt bị xóa bỏ, đã có 20 triệu người bị thất nghiệp. Mặc dù điều này một phần là do sự gia tăng dân số, nhưng nó đã bị làm trầm trọng đáng kể bởi số người phụ thuộc mà các chính sách xã hội chủ nghĩa trước đó tạo ra.
Trung Quốc có các quy định pháp lý về lao động mà nếu nghiêm chỉnh chấp hành sẽ làm nhẹ đi các lạm dụng phổ biến như không trả lương cho công nhân. Năm 2006, một bộ luật lao động mới đã được soạn thảo và đưa ra cho công chúng góp ý. Luật mới này, theo như bản dự thảo mới nhất, sẽ cho phép thỏa ước lao động tập thể theo hình thức tương tự như các tiêu chuẩn trong các nền kinh tế phương Tây, dù vẫn chỉ có các tổ chức công đoàn hợp pháp tiếp tục là thành viên của Tổng liên đoàn Lao động Trung Quốc, tổ chức công đoàn chính thức của Đảng Cộng sản. Luật mới nhận được sự ủng hộ của các nhà hoạt động lao động, nhưng bị các công ty nước ngoài phản đối, trong đó có Phòng Thương mại Mỹ và Phòng Thương mại châu Âu. Nhiều người mong rằng luật này sẽ được nghiêm chỉnh chấp hành nếu được thông qua. Cố gắng đang diễn ra trong việc tổ chức hoạt động của người Trung Quốc trong các công ty nước ngoài đã thành công tại Wal-Mart năm 2006. Chiến dịch này dự kiến sẽ có thêm các công ty khác như Eastman Kodak, Dell...
Do luôn có số lượng thất nghiệp cao ở thành thị, năm 2004 là 14 triệu người, cộng với số người không có việc làm ở nông thôn đổ ra thành thị làm "dân công" (mingong) ngày càng tăng, lên đến 13 triệu năm 2005, nên giá tiền công lao động ở Trung Quốc rất rẻ. Tiền công lao động của một người thợ máy Trung Quốc (0,6 USD/giờ) rẻ gấp 23 lần tiền công của một người thợ máy Pháp (17 USD), và gấp 40 lần một người thợ Đức (24 USD). Nhân công rẻ là một yếu tố quan trọng hàng đầu trong việc tạo ra những sản phẩm mới, rẻ, dễ cạnh tranh, dễ kiếm lời trên thị trường toàn cầu hoá và chính điều này đã thu hút các nhà đầu tư nước ngoài

## Thương mại và dịch vụ
Thương mại toàn cầu của Trung Quốc đạt tổng kim ngạch 1.758 tỷ USD cuối năm 2006. Tổng kim ngạch đã vượt qua mốc 1.000 tỷ USD năm 2004 (1.150 tỷ USD, hơn gấp đôi kim ngạch năm 2001). Cuối năm 2004, Trung Quốc đã trở thành quốc gia thương mại lớn thứ 3 thế giới sau Mỹ và Đức. Tuy nhiên thặng dư thương mại vẫn ổn định ở mức 30 tỷ USD. (trên 40 tỷ USD năm 1998, dưới 30 tỷ USD năm 2003). Các đối tác thương mại hàng đầu của Trung Quốc bao gồm Nhật Bản, Hoa Kỳ, Hàn Quốc, Đức, Singapore, Malaysia, Nga và Hà Lan. Theo số liệu thống kê của Hoa Kỳ, thặng dư thương mại của Trung Quốc đối với Hoa Kỳ năm 2004 là 170 tỷ USD, hơn gấp đôi so với mức năm 1999. Chỉ tính riêng Wal-Mart, nhà bán lẻ hàng đầu Hoa Kỳ, đã là đối tác xuất khẩu lớn thứ 7 của Trung Quốc và xếp trên Vương quốc Liên hiệp Anh và Bắc Ireland về nhập khẩu hàng Trung Quốc. Trong 5 cảng bận rộn nhất thế giới, có 3 cảng ở Trung Quốc.
Trung Quốc đã thử giảm bớt độc quyền ngoại thương và nỗ lực hội nhập với hệ thống ngoại thương thế giới. Tháng 11 năm 1991, Trung Quốc đã gia nhập hệ thống thương mại toàn cầu. Cũng trong thời gian này, Trung Quốc đã gia nhập APEC, sự gia nhập làm tăng cường tự do thương mại và hợp tác trong các vấn đề kinh tế, thương mại, đầu tư và công nghệ. Năm 2001, Trung Quốc đã giữ chức chủ tịch APEC và Thượng Hải đã đăng cai hội nghị các lãnh đạo APEC thường niên.
Trong chuyến thăm Hoa Kỳ năm 1999, Thủ tướng Chu Dung Cơ đã ký một Hiệp định Hợp tác Nông nghiệp song phương, quy định tháo dỡ lệnh cấm nhập khẩu cam quýt, thịt bò và gia cầm lâu năm của Trung Quốc. Tháng 11 năm 1999, Hoa Kỳ và Trung Quốc đã đạt được một thỏa thuận song phương lịch sử về quyền tiếp cận thị trường, dọn đường cho Trung Quốc gia nhập Tổ chức Thương mại Thế giới (WTO). Là một phần của hiệp định tự do hóa thương mại có ảnh hưởng sâu rộng, Trung Quốc đã đồng ý giảm thuế quan và xóa bỏ các trở ngại thị trường sau khi gia nhập tổ chức thương mại thế giới này. Ví dụ như những nhà kinh doanh Trung Quốc và nước ngoài sẽ được quyền tự mình xuất nhập khẩu và bán sản phẩm của mình mà không thông qua một bên trung gian của chính phủ. Tỷ lệ thuế quan trung bình đối với các mặt hàng nông sản xuất khẩu chính yếu của Hoa Kỳ đã giảm từ 31% xuống 14% năm 2004 và đối với sản phẩm công nghiệp là từ 25% xuống còn 9% trong năm 2005. Thỏa thuận cũng mở ra các cơ hội cho các nhà cung cấp dịch vụ Mỹ trong các lĩnh vực như ngân hàng, bảo hiểm và viễn thông. Sau khi đạt được thỏa thuận song phương với WTO, với EU và các đối tác thương mại khác, trong mùa hè năm 2000, Trung Quốc đã tiếp tục xúc tiến một thỏa thuận gia nhập WTO trọn gói. Để tăng xuất khẩu, Trung Quốc đã theo đuổi chính sách như cổ vũ sự phát triển nhanh chóng của các nhà máy đầu tư nước ngoài lắp ráp các linh kiện nhập khẩu thành hàng xuất khẩu. Trung Quốc đã gia nhập WTO ngày 11 tháng 12 năm 2001, sau 15 năm đàm phán, kéo dài nhất trong lịch sử của GATT.
Tuy Hoa Kỳ là một trong những nhà cung cấp hàng đầu ở Trung Quốc về thiết bị phát điện, máy bay và phụ tùng, máy tính và máy công nghiệp, nguyên liệu thô, hóa chất và sản phẩm nông nghiệp nhưng các nhà xuất khẩu Mỹ vẫn tiếp tục quan ngại về quyền tiếp cận thị trường công bằng do các chính sách thương mại hạn chế hàng xuất khẩu Mỹ của Trung Quốc. Sự vi phạm quyền sở hữu trí tuệ, đặc biệt trong lĩnh vực phần mềm và nạn hàng giả, hàng nhái, khiến nhiều công ty phương Tây vẫn nản lòng khi làm ăn ở Trung Hoa đại lục. Một số nhà chính trị và nhà sản xuất phương Tây cũng cho rằng giá trị của đồng Nhân dân tệ đang thấp giả tạo và tạo cho hàng xuất khẩu từ Trung Quốc một lợi thế không công bằng. Những vấn đề này và các vấn đề khác nữa là những nguyên nhân đằng sau các cuộc thúc đẩy chính sách bảo hộ mậu dịch lớn hơn của một số nghị sĩ trong Quốc hội Hoa Kỳ, bao gồm một mức thuế tiêu dùng 27,5% đánh vào hàng nhập khẩu của Trung Quốc.
Kim ngạch mậu dịch giữa Trung Quốc và Nga đạt 29,1 tỷ USD năm 2005, tăng 37,1% so với năm 2004.
Các mặt hàng xuất khẩu máy móc và hàng điện tử của Trung Quốc đến Nga tăng 70%, chiếm 24% tổng kim ngạch xuất khẩu của Trung Quốc đến Nga trong 11 tháng đầu năm 2005. Trong cùng thời gian đó, các sản phẩm công nghệ cao xuất khẩu của Trung Quốc đến Nga tăng 58%, chiếm 7% tổng kim ngạch xuất khẩu của Trung Quốc sang Nga. Cũng trong thời gian này biên mậu giữa hai quốc gia đạt 5,13 tỷ USD, tăng 35% và chiếm gần 20% tổng kim ngạch thương mại. Phần lớn hàng xuất khẩu của Trung Quốc sang Nga là hàng may mặc và giày dép.
Nga là đối tác thương mại lớn thứ 8 của Trung Quốc và Trung Quốc là đối tác thương mại lớn thứ tư của Nga và Trung Quốc hiện có 750 dự án đầu tư ở Nga với số vốn 1,05 tỷ. Các dự án đầu tư đã ký của Trung Quốc ở Nga đạt mức 369 triệu USD trong thời kỳ tháng 1 - tháng 9 năm 2005, gấp đôi mức năm 2004.
Các mặt hàng Trung Quốc nhập từ Nga chủ yếu là nguồn năng lượng như dầu thô, phần lớn được chuyên chở bằng tàu lửa và điện năng xuất khẩu từ vùng Siberi và Viễn Đông láng giềng của Nga. Trong tương lai gần, kim ngạch xuất khẩu hai mặt hàng này dự kiến sẽ tăng do Nga đang xây dựng đường ống dẫn dầu Thái Bình Dương – Đông Siberi với một nhánh đến biên giới Trung Quốc và Công ty độc quyền lưới phân phối điện của Nga UES đang xây một số nhà máy thủy điện với mục tiêu xuất khẩu sang Trung Quốc trong tương lai.
Quan hệ kinh tế thương mại với Việt Nam đã phát triển nhanh chóng, nổi bật lên là xu thế thặng dư thương mại với Việt Nam đang tiếp tục tăng lên từ năm 2001 cho đến nay. Xuất khẩu của Trung Quốc tăng vọt và thặng dư thương mại với Việt Nam đã gia tăng rất nhanh chóng, xuất siêu vượt 200% so với nhập khẩu từ Việt Nam vào năm 2006, nếu kể lượng dịch vụ bao gồm ngân hàng, du lịch, viễn thông, bán điện thì thặng dư thương mại còn cao hơn nữa. Dự báo luồng hàng xuất khẩu của Trung Quốc còn tăng lên mạnh mẽ hơn nữa trong năm 2007 và những năm tiếp theo nếu như Việt Nam không có chính sách hợp lý. Nhập siêu từ Trung Quốc tạo ra nhiều thách thức cho nền kinh tế Việt Nam như các ngành công nghiệp trong nước chịu áp lực cạnh tranh lớn từ hàng hóa Trung Quốc. Nguyên nhân là do Trung Quốc đã tiến rất xa hơn Việt Nam trong quá trình công nghiệp hoá và năng lực cạnh tranh của Trung Quốc cao hơn Việt Nam (năm 2005, Trung Quốc xếp thứ 49, Việt Nam xếp thứ 81 trên 117 nền kinh tế, theo Diễn đàn Kinh tế Thế giới) Trung Quốc đã từng than phiền Việt Nam khi báo chí và truyền thông Việt Nam vốn do Đảng Cộng sản Việt Nam lãnh đạo lại cứ đưa tin hàng hóa Trung Quốc bị toàn thế giới tẩy chay do chất lượng kém, chứa nhiều độc chất. Hành động này của Trung Quốc nhằm ngăn cản thông tin tiêu cực về chất lượng hàng Trung Quốc đến với công chúng Việt Nam có thể ảnh hưởng đến hoạt động xuất khẩu của Trung Quốc.
Trung Quốc xếp thứ 9 thế giới về giá trị sản lượng dịch vụ. Tỷ trọng điện năng và viễn thông cao đảm bảo xu thế tăng trưởng nhanh dài hạn trong lĩnh vực dịch vụ.
Đến ngày 31 tháng 12 năm 2005, có khoảng 37.504.000 tuyến băng thông rộng ở Trung Quốc, hiện nay chiếm gần 18% thị phần thế giới. Hơn 70% tuyến băng thông rộng thông qua DSL và phần còn lại qua modem cáp.
Ngân hàng Thế giới ước tính rằng phải mất 18 ngày để được đấu nối một điện thoại ở Trung Quốc (86 ngày ở Ấn Độ).
Với hai sở giao dịch chứng khoán (là Thượng Hải và Thâm Quyến), thị trường chứng khoán Trung Quốc có một giá trị thị trường 1.000 tỷ USD tính đến tháng 1 năm 2007, trở thành thị trường chứng khoán lớn thứ 3 châu Á, chỉ sau Nhật Bản và Hồng Kông. Người ta ước tính thị trường này sẽ lớn thứ ba thế giới vào năm 2016.
Trung Quốc đang siết chặt việc kinh doanh của các công ty công nghệ thành công nhất của mình trong các lĩnh vực truyền thông xã hội, thương mại điện tử và các công ty Internet để tránh phi công nghiệp hóa và đạt được tự chủ công nghiệp. Trong khi gia tăng quy định với các công ty Internet tiêu dùng, họ vẫn tiếp tục áp dụng các biện pháp trợ cấp, bảo vệ và duy trì chính sách khuyến khích mua hàng nội địa với các nhà sản xuất. Lãnh đạo Trung Quốc cho rằng sản xuất mang lại lợi ích xã hội mà giá trị thị trường không phản ánh đủ. Họ mong muốn Trung Quốc phải có khả năng tạo ra công nghệ tiên tiến nhất nên chính quyền sẽ sử dụng chính sách trợ cấp, bảo hộ và buộc chuyển giao công nghệ để đạt được điều đó. Tập Cận Bình cho rằng nền kinh tế thực là nền tảng và các ngành sản xuất không thể bị bỏ rơi.

## Đầu tư nước ngoài
Năm 1989, chính quyền đã ban hành các đạo luật và nghị định về khuyến khích nước ngoài đầu tư vào các vùng và các lĩnh vực ưu tiên cao. Một ví dụ điển hình của chính sách này là Danh mục ngành khuyến khích, quy định mức độ nước ngoài có thể được phép tham gia trong nhiều lĩnh vực công nghiệp khác nhau.
Năm 1990, chính quyền đã xóa bỏ hạn chế thời gian thiết lập liên doanh, đảm bảo không quốc hữu hóa và cho phép các đối tác nước ngoài trở thành chủ tịch hội đồng quản trị. Năm 1991, Trung Quốc đã ban hành quy định đối xử thuế ưu đãi hơn cho các doanh nghiệp 100% vốn nước ngoài và các dự án theo hợp đồng, và các công ty nước ngoài đầu tư vào các khu kinh tế chọn lọc hay trong các dự án Nhà nước khuyến khích như năng lượng, giao thông và vận tải. Chính quyền cũng cho phép một số ngân hàng nước ngoài mở chi nhánh ở Thượng Hải và cho phép các nhà đầu tư nước ngoài mua cổ phiếu đặc biệt "B" trong các công ty chọn lọc niêm yết trên Sàn giao dịch chứng khoán Thượng Hải và Thẩm Quyến. Các cổ phiếu "B" được bán cho người nước ngoài nhưng những người này không được hưởng các quyền liên quan do sở hữu cổ phiếu mang lại. Năm 2006, Trung Hoa đại lục thu hút được 69,47 tỷ USD đầu tư trực tiếp nước ngoài.
Mở cửa cho bên ngoài vẫn là trọng tâm của quá trình phát triển của Trung Quốc. Các doanh nghiệp có vốn đầu tư nước ngoài sản xuất khoảng 45% hàng xuất khẩu Trung Quốc (dù đa số đầu tư nước ngoài ở Trung Quốc đến từ Hồng Kông, Đài Loan và Ma Cao, hai trong số này thuộc quyền quản lý của Cộng hòa Nhân dân Trung Hoa), và Trung Hoa Đại lục tiếp tục thu hút dòng đầu tư to lớn. Năm 2005, dự trữ ngoại tệ vượt mức 800 tỷ USD, hơn gấp đôi mức năm 2003 và trong tháng 11 năm 2006, Trung Hoa đại lục trở thành nước có dự trữ ngoại hối lớn nhất thế giới, vượt mức 1.000 tỷ USD.
Tuy nhiên vẫn có một số công ty rút khỏi thị trường Trung Quốc, ví dụ như Warner Bros. đã từ bỏ ngành điện ảnh ở đại lục do một quy định hạn chế cấm các nhà đầu tư nước ngoài kiểm soát các liên doanh ở Trung Quốc. Quy định này đòi hỏi rằng các nhà đầu tư Trung Quốc phải giữ ít nhất 51% cổ phần hay có vai trò lãnh đạo trong các liên doanh với các nhà đầu tư nước ngoài.

## Năng lượng và tài nguyên khoáng sản
Energy

Electricity:
- production: 2.8344 trillion kWh (2006)
- consumption: 2.8248 trillion kWh (2006)
- exports: 11.19 billion kWh (2005)
- imports: 5.011 billion kWh (2005)

Electricity – production by source:
- thermal: 77.8% (68.7% from coal) (2006)
- hydro: 20.7% (2006)
- other: 0.4% (2006)
- nuclear: 1.1% (2006)

Oil:
- production: 3.631.000 bbl/d (577.300 m3/d) (2005)
- consumption: 6.534.000 bbl/d (1.038.800 m3/d) (2005) and expected 9.300.000 bbl/d (1.480.000 m3/d) in 2030
- exports: 443.300 bbl/d (70.480 m3/d) (2005)
- imports: 3.181.000 bbl/d (505.700 m3/d) (2005)
- net imports: 2.740.000 thùng trên ngày (436.000 m3/d) (2005)
- proved reserves: 16,3 Gbbl (2,59×109 m3) (1 January 2006)

Natural gas:
- production: 47.88 km³ (2005 est.)
- consumption: 44.93 km³ (2005 est.)
- exports: 2.944 km³ (2005)
- imports: 0 m³ (2005)
- proved reserves: 1,448 km³ (1 January 2006 est.)

Dù mức tiêu thụ năng lượng hạ nhanh bất thình lình về trị số tuyệt đối và tăng trưởng kinh tế giảm xuống trong năm 1998, tổng mức tiêu thụ năng lượng của Trung Quốc có thể gấp đôi vào năm 2020 theo một số dự đoán. Trung Quốc ước tính sẽ bổ sung khoảng 15.000 megawatt công suất điện phát ra mỗi năm, với 20% số đó đến từ các nhà cung cấp nước ngoài. Phần lớn do các quan ngại về môi trường, Bắc Kinh sẽ chuyển từ sự phụ thuộc vào hỗn hợp năng lượng phụ thuộc nặng vào than đá, hiện chiếm 75% năng lượng Trung Quốc, sang năng lượng dựa trên dầu mỏ, khí thiên nhiên, năng lượng tái sinh, và điện nguyên tử.
Trung Quốc đã đóng cửa khoảng 30.000 mỏ than trong 5 năm qua để giảm sản xuất quá tải. Điều này đã khiến cho sản lượng than đá giảm 25%. Kể từ năm 2003, Trung Quốc đã là một quốc gia nhập khẩu thuần dầu mỏ; ngày nay dầu mỏ nhập khẩu chiếm 20% sản lượng dầu thô chế biến ở Trung Quốc. Sản lượng nhập khẩu thuần được ước tính sẽ tăng lên mức 3,5 triệu thùng (560.000 m³) mỗi ngày vào năm 2010. Trung Quốc quan tâm đến việc phát triển lượng dầu nhập từ Trung Á và đã đầu tư vào các mỏ dầu ở Kazakhstan. Bắc Kinh đặc biệt quan tâm đến việc gia tăng sản lượng khí thiên nhiên - hiện chỉ 10% sản lượng dầu - và đang thiết lập một chiến lược khí thiên nhiên trong kế hoạch 5 năm lần thứ 10 (2001-2005), với mục tiêu mở rộng việc sử dụng khí từ mức 2% trong sản lượng năng lượng của Trung Quốc lên 4% đến năm 2005 (khí chiếm 25% sản xuất năng lượng ở Mỹ).
Bắc Kinh cũng có ý định tiếp tục cải thiện tính hiệu quả về năng lượng và tăng cường sử dụng công nghệ than đá sạch. Chỉ 1/5 công suất nhà máy điện được lắp đặt từ 1995-2000 có thiết bị khử lưu huỳnh. Trung Quốc ngày càng quan tâm hơn đến các nguồn năng lượng tái sinh, nhưng ngoại trừ thủy điện, đóng góp của các nguồn năng lượng này vào hỗn hợp năng lượng không có khả năng tăng quá 1-2% trong tương lai gần. Lĩnh vực năng lượng của Trung Quốc tiếp tục bị cản trở bởi các khó khăn trong việc nhận được nguồn tài chính, bao gồm các khoản tài chính dài hạn, và sự phân mảnh thị trường do chính sách bảo hộ ở địa phương ngăn cản các nhà máy lớn có hiệu quả hơn đạt được tính kinh tế nhờ quy mô.

## Môi trường
Tác dụng phụ tiêu cực của quá trình phát triển công nghiệp nhanh của Trung Quốc là sự gia tăng tình trạng ô nhiễm. Một báo cáo năm 1998 của Tổ chức Y tế Thế giới về chất lượng không khí ở 272 thành phố trên thế giới đã kết luận rằng 7/10 thành phố ô nhiễm nhất nằm ở Trung Quốc. Theo đánh giá riêng của Trung Quốc, 2/3 trong số 338 thành phố có số liệu về chất lượng không khí được coi là bị ô nhiễm, 2/3 trong số đó ô nhiễm vừa phải hay nghiêm trọng. Các bệnh đường hô hấp và bệnh tim liên quan đến ô nhiễm không khí là những nguyên nhân hàng đầu gây ra tử vong ở Trung Quốc. Hầu như tất cả các dòng sông của quốc gia này đều bị ô nhiễm ở các mức độ khác nhau, và một nửa dân số thiếu nước sạch. 90% các vùng nước ở đô thị bị ô nhiễm nghiêm trọng. Khan hiếm nước cũng là một vấn đề; ví dụ sự khan hiếm nước gay gắt ở miền Bắc Trung Quốc đã buộc chính quyền lập một kế hoạch chuyển nước quy mô lớn lấy nước từ sông Dương Tử đến các thành phố phía Bắc, bao gồm Bắc Kinh và Thiên Tân. Mưa axít rơi trên 30% lãnh thổ Trung Quốc. Nhiều nghiên cứu ước tính ô nhiễm làm nền kinh tế Trung Quốc tốn khoảng 7% GDP mỗi năm.
Các nhà lãnh đạo Cộng sản Trung Quốc đang ngày càng chú ý đến các vấn đề môi trường nghiêm trọng của quốc gia. Tháng 3 năm 1998, Cục Bảo vệ Môi trường Nhà nước (SEPA) đã được chính thức nâng cấp thành một cơ quan ngang bộ, phản ánh tầm quan trọng gia tăng mà chính quyền Trung Quốc đặt ra cho công tác bảo vệ môi trường. Đầu năm 2007, SEPA đã thông báo có 82 dự án với tổng mức đầu tư hơn 112 tỷ Nhân dân tệ bị phát hiện vi phạm nghiêm trọng luật đánh giá tác động môi trường và các quy định về sự đồng bộ của các biện pháp an toàn và sức khỏe trong thiết kế dự án.
Trong những năm gần đây, Trung Quốc đã củng cố các quy định pháp luật về môi trường và đạt một số tiến bộ bước đầu trong việc ngăn chặn sự xuống cấp của môi trường. Năm 1999, Trung Quốc đã đầu tư hơn 1% GDP cho công tác bảo vệ môi trường, một tỷ lệ có khả năng tăng trong những năm tới. Trong kế hoạch 5 năm lần thứ 10, Trung Quốc dự kiến giảm mức xả chất thải 10%. Đặc biệt Bắc Kinh đã đầu tư nhiều cho công tác kiểm soát ô nhiễm như một phần của chiến dịch thành công để giành được quyền đăng cai Thế vận hội năm 2008.
Trung Quốc là một thành viên tham gia tích cực trong các hội thảo về thay đổi khí hậu và các cuộc thảo luận về môi trường khác. Đây là quốc gia đã ký vào Công ước Basel quy định việc vận chuyển và thải rác thải nguy hiểm và ký vào Nghị định thư Montreal về các chất gây thủng tầng Ôzôn cũng như Công ước về Buôn bán quốc tế các loài động thực vật hoang dã và các hiệp định môi trường lớn khác.
Chất vấn về các tác động môi trường liên quan đến dự án đập Tam Hiệp đã gây nên tranh cãi giữa các nhà môi trường trong và ngoài nước. Các phê phán cho rằng sự xói mòn và lắng bùn của sông Dương Tử đe dọa nhiều loài đang nguy cấp, còn các quan chức Trung Quốc cho rằng điện do nhà máy thủy điện này phát ra sẽ khiến cho khu vực giảm sự phụ thuộc vào than đá, do đó giảm ô nhiễm không khí.
Diễn đàn Mỹ-Trung về Môi trường và Phát triển, do Phó tổng thống Hoa Kỳ và Thủ tướng Cộng hòa Nhân dân Trung Hoa đồng chủ tịch, là một phương tiện chính cho một chương trình hợp tác môi trường tích cực song phương kể từ khi bắt đầu vào năm 1997. Dù các thành tựu của diễn đàn được hai bên coi là khả quan, Trung Quốc luôn cho rằng chương trình của Hoa Kỳ là thiếu yếu tố viện trợ nước ngoài so với các chương trình của Nhật Bản và nhiều quốc gia Liên minh châu Âu có mức viện trợ hào phóng.

## Các thách thức

Mặt trước tờ 100 nguyên Nhân dân tệ.

Lạm phát đã giảm nhanh chóng trong giai đoạn 1995-1999 nhờ chính sách tiền tệ thắt chặt hơn của ngân hàng trung ương và các biện pháp kiểm soát giá thực phẩm chặt chẽ hơn. Đồng thời, chính phủ đã cố gắng: (a) thu các khoản thu nhập đến hạn từ các tỉnh, các doanh nghiệp và các cá nhân; (b) làm giảm tham nhũng và các tội phạm kinh tế khác; và (c) giảm hỗ trợ cho các doanh nghiệp quốc doanh lớn mà phần lớn trong số đó đã không tham dự vào việc mở mang mạnh mẽ nền kinh tế và nhiều doanh nghiệp trong số đó đã mất khả năng trả đầy đủ lương và lương hưu. Có từ 50 đến 100 triệu lao động dư thừa ở nông thôn phiêu bạt giữa các thành phố và các làng quê, nhiều người sống bằng các công việc bán thời gian với tiền công thấp. Sự chống đối của dân chúng, các thay đổi chính sách của Trung ương và sự đánh mất quyền của các cán bộ địa phương đã làm suy yếu chương trình kiểm soát dân số của Trung Quốc. Một sự đe dọa dài hạn khác đối với sự tăng trưởng kinh tế nhanh liên tục là sự xuống cấp của môi trường, đáng chú ý là ô nhiễm không khí, xói mòn đất, và suy giảm mực nước ngầm đặc biệt là ở phía Bắc. Trung Quốc tiếp tục mất đất canh tác do sự xói mòn và do tăng trưởng kinh tế.

### Kinh tế quá nóng
Một trong những rào cản đáng kể khác đối với kinh tế Trung Quốc là khả năng tăng trưởng kinh tế nhanh trong thập kỷ qua dẫn đến tình trạng kinh tế quá nóng và lạm phát, điều có thể khiến tăng trưởng kinh tế của Trung Quốc có thể bị tác động tiêu cực trở lại. Các quan chức Trung Quốc phủ nhận rằng tổng thể nền kinh tế của mình là quá nóng, dù họ công nhận rằng một vài nơi nhất định đang nóng lên như ở những nơi có hạ tầng yếu kém khiến khó khăn hơn cho việc kiểm soát kinh tế. Sự tăng trưởng kinh tế gần đây là kết quả của các đầu tư quy mô lớn, mà thường kém hiệu quả hơn so với các quốc gia khác như Ấn Độ. Từ năm 2010, Trung Quốc đã điều chỉnh chiến lược phát triển, không quá chú trọng tốc độ tăng trưởng nhanh mà chuyển dần sang tăng trưởng bền vững và hiệu quả.
Thuế cũng tỏ ra là một vấn đề trong việc ổn định nền kinh tế Trung Quốc với chính sách cắt giảm thuế được hoạch định đối với một số ngành và lĩnh vực kinh tế nhất định. Một mục tiêu đầu tiên của việc cắt giảm thuế là trợ giúp việc giảm sự chênh lệch đầu tư giữa các vùng đô thị và nông thôn và khuyến khích các doanh nghiệp trong nước cạnh tranh với các doanh nghiệp nước ngoài.

### Sự thiếu hụt lao động
Đến năm 2005, xuất hiện các dấu hiệu cầu về lao động lớn hơn, với việc người lao động có thể chọn công việc được trả lương cao hơn và các điều kiện làm việc tốt hơn, giúp cho cho nhiều người lao động có thể từ bỏ cuộc sống cư xá tù túng và công việc nhà máy buồn tẻ là đặc trưng của các ngành xuất khẩu ở Quảng Đông và Phúc Kiến. Lương tối thiểu bắt đầu tăng lên đến mức tương đương 100 dollar Mỹ một tháng khi nhiều công ty tranh giành lao động có thể trả 150 USD mỗi tháng. Việc thiếu hụt lao động một phần là do xu hướng của cơ cấu dân số khi tỷ lệ người dân ở tuổi lao động giảm xuống vì hậu quả của kế hoạch hóa gia đình nghiêm ngặt.
Trên báo New York Times số ra tháng 4 năm 2006 có bài viết cho rằng chi phí lao động đã tiếp tục tăng và một sự thiếu hụt lao động không có tay nghề cao đã bị bộc lộ với một triệu lao động hoặc hơn đang được tìm kiếm. Các nhà đầu tư nước ngoài dựa vào nguồn lao động rẻ đang dự tính di dời hoạt động của mình vào những thành phố sâu trong nội địa hoặc đến các nước như Việt Nam hoặc Bangladesh. Nhiều người trẻ thích theo học ở các trường đại học và cao đẳng hơn là theo các ngành được trả lương tối thiểu. Sự chuyển biến cơ cấu dân số là hệ quả của chính sách một con đã tiếp tục giảm nguồn cung lao động những người vào độ tuổi lao động. Ngoài ra, những nỗ lực gần đây của chính quyền tăng cường sự phát triển kinh tế ở vùng sâu trong nội địa đang bắt đầu có hiệu quả trong việc tạo cơ hội ở đó.

### Làn sóng tẩy chay hàng Trung Quốc
Do hàng hóa của Trung Quốc sản xuất chứa nhiều độc chất đã gây ra chết người hoặc nguy cơ gây ra ung thư mà trên thế giới từ Âu sang Á, từ Bắc Mỹ đến Nam Mỹ đều hoảng sợ và tẩy chay hàng hóa độc hại có nguồn gốc từ Trung Quốc. Biện minh cho điều này, quan chức Trung Quốc cho rằng có bốn nguyên nhân: có thể từ nhà sản xuất của Trung Quốc, có thể từ sự khác nhau về các tiêu chuẩn an toàn giữa các nước, từ trách nhiệm bảo vệ người tiêu dùng của các nhà nhập khẩu hàng Trung Quốc của các nước sở tại khi chọn mua các loại hàng kém chất lượng của Trung Quốc và từ sự phóng đại nguy cơ của các phương tiện truyền thông nước ngoài về chất lượng hàng Trung Quốc.
Sau nhiều chương trình kiểm tra chất lượng hàng hóa do Nhà nước phát động sau khi có vụ bê bối sữa nhiễm bẩn Tam Lộc và làn sóng tẩy chay hàng Trung Quốc nhiều nơi trên thế giới, đến nay (2009) hàng hóa của Trung Quốc vẫn không an toàn cho người sử dụng. Nhà chức trách Trung Quốc điều tra và công bố gần phân nửa mặt hàng quần áo và 1/3 sản phẩm đồ dùng cho trẻ em sản xuất ở tỉnh Quảng Đông, một trong những trung tâm sản xuất hàng xuất khẩu hàng đầu của Trung Quốc, không bảo đảm an toàn cho sức khỏe người tiêu dùng do có chứa nhiều hóa chất độc hại như fomanđêhít, chì, cadmi và crom.
Các loại hàng hóa đồ chơi, thực phẩm, dệt may giá rẻ, bắt mắt nhưng độc hại của Trung Quốc tràn ngập thị trường Việt Nam bằng cách vứt bỏ nhãn mác, hoặc khai gian dối xuất xứ của nước khác như Thái Lan, Singapore, Campuchia hoặc trộn lẫn với hàng Việt Nam để bán. Người tiêu dùng Việt Nam ngày càng lo ngại và đã bắt đầu có ý thức tìm hiểu về nguồn gốc hàng hóa nhập khẩu khi mua hàng. Để tự bảo vệ mình, họ đã để ý cả mã vạch, mã số 690, tức hàng xuất xứ từ Trung Quốc để tránh mua.

## Triển vọng kinh tế
Dù Trung Quốc có tốc độ tăng trưởng kinh tế ngoạn mục, song tốc độ tăng trưởng GDP bình quân đầu người lẫn tốc độ tăng trưởng GDP tuyệt đối chưa phải là cao nhất thế giới.
Từ năm 1999 đến năm 2006, GDP bình quân đầu người danh nghĩa của Nga đã tăng từ 1.334 USD lên 6.879 USD (515%) trong khi Trung Quốc chỉ tăng từ 870 USD lên 2.000 USD (229%). Một cảnh bứt phá ngoạn mục tương tự của các quốc gia vùng Trung Đông sản xuất dầu mỏ như Qatar, Bahrain, Các Tiểu vương quốc Ả rập Thống nhất, Kuwait, và Brunei. Kazakhstan, Turkmenistan, Azerbaijan, và Angola đã có thể vượt qua Trung Quốc nhờ việc khai thác và sản xuất điện từ nguồn dự trữ năng lượng to lớn của mình trong cùng một thời kỳ. Còn Guinea Xích Đạo, ngôi sao kinh tế châu Phi, đã đạt được tốc độ tăng GDP thực đến 79% trong năm 2004. Lý do giải thích điều này chủ yếu là do lực lượng lao động của Trung Quốc lớn, việc kiềm chế lạm phát và do Trung Quốc từ chối tăng giá trị đồng Nhân dân tệ của mình mà việc này nếu thực hiện thì sẽ dẫn đến một sự tăng trưởng kinh tế nhanh hơn về mặt thống kê nhưng có thể hy sinh một số nhân tố ổn định tăng trưởng.
Ngoài ra, giá trị gia tăng thu nhập bình quân đầu người hằng năm tính theo dollar Mỹ của phần lớn các nước phát triển đang tăng nhanh hơn của Trung Quốc. Tuy nhiên, những gì Trung Quốc đang hướng tới vẫn còn thể giúp Trung Quốc tiếp tục tốc độ tăng trưởng cao trong những thập niên tới và giá trị gia tăng thu nhập bình quân trên đầu người tuyệt đối tính theo dollar Mỹ về mặt thống kê sẽ tăng liên tục nếu nhịp độ tăng trưởng này tiếp tục được duy trì.
Ban Chấp hành Trung ương Đảng Cộng sản Trung Quốc gần đây đã phê chuẩn dự thảo kế hoạch 5 năm lần thứ 13 cho giai đoạn 2016-2020. Kế hoạch này đặt ra mục tiêu khá thận trọng với việc giảm tỷ lệ tăng trưởng GDP để tập trung cải thiện chất lượng tăng trưởng và tiết kiệm năng lượng.
Cuối năm 2008, Trung Quốc vượt Đức để trở thành nền kinh tế có GDP lớn thứ 3 thế giới và vượt Nhật Bản vào năm 2010 (tính theo tỷ giá USD).
Năm 2015, Trung Quốc đã vượt qua Mỹ để trở thành nền kinh tế lớn nhất thế giới nếu tính theo sức mua tương đương. Dự đoán năm 2030, Trung Quốc cũng sẽ vượt qua Mỹ để trở thành nền kinh tế lớn nhất thế giới theo giá trị danh nghĩa